# Histoire de Malte

Carte générale de Malte (2013)

L'histoire de Malte (et aussi l'histoire de Gozo), plus exactement de l'archipel maltais, est très riche, en lien avec sa position stratégique en mer Méditerranée. Ces îles ont connu l'occupation de toutes les puissances qui se sont succédé pour le contrôle de la Méditerranée : Phéniciens, Grecs, Romains, Barbares, Byzantins, Arabes Aghlabides d'Ifriqiya, Normands, Hohenstaufen, Angevins, Aragonais, avant d'être marquées en particulier par l'influence de l'ordre de Saint-Jean de Jérusalem et les Britanniques avec les Français dans l'entre-deux-guerres.
Malte devient indépendante comme État de Malte en 1964, puis république en 1974, puis partie de l'Union européenne depuis 2004.
En 2024, l'archipel maltais, sur un territoire de 318 km2, est riche d'une population d'environ 0,5 million de Maltaises et Maltais.
L'évolution récente de la démographie de Malte (10 000 vers 1630, 100 000 vers 1800, 200 000 vers 1910) est à contextualiser : histoire de Malte, épidémies de peste à Malte, émigration, diaspora, immigration.

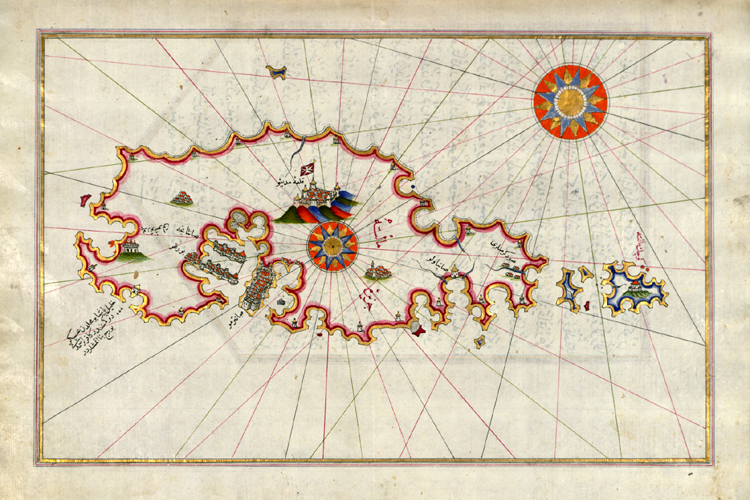
Carte de l'archipel maltais de l'amiral Piri Reis - 1525.

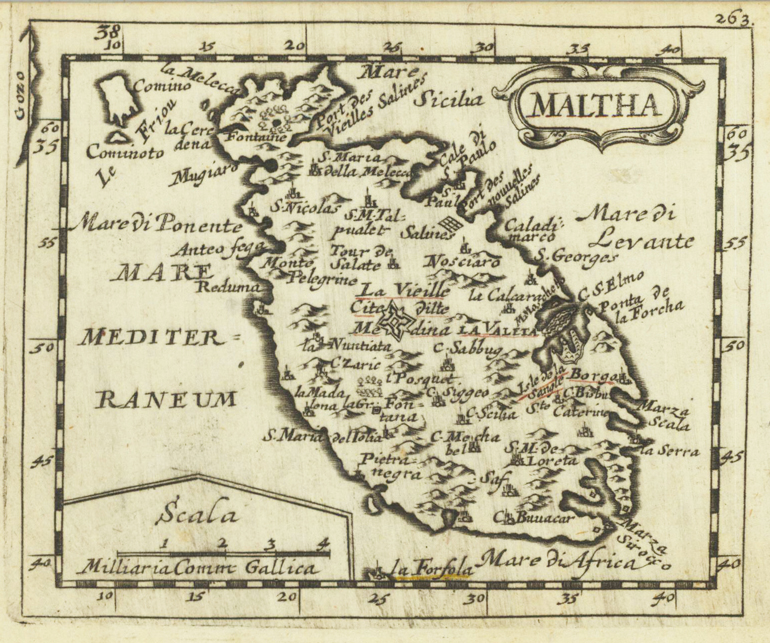
Pierre Duval, Malte (1685).

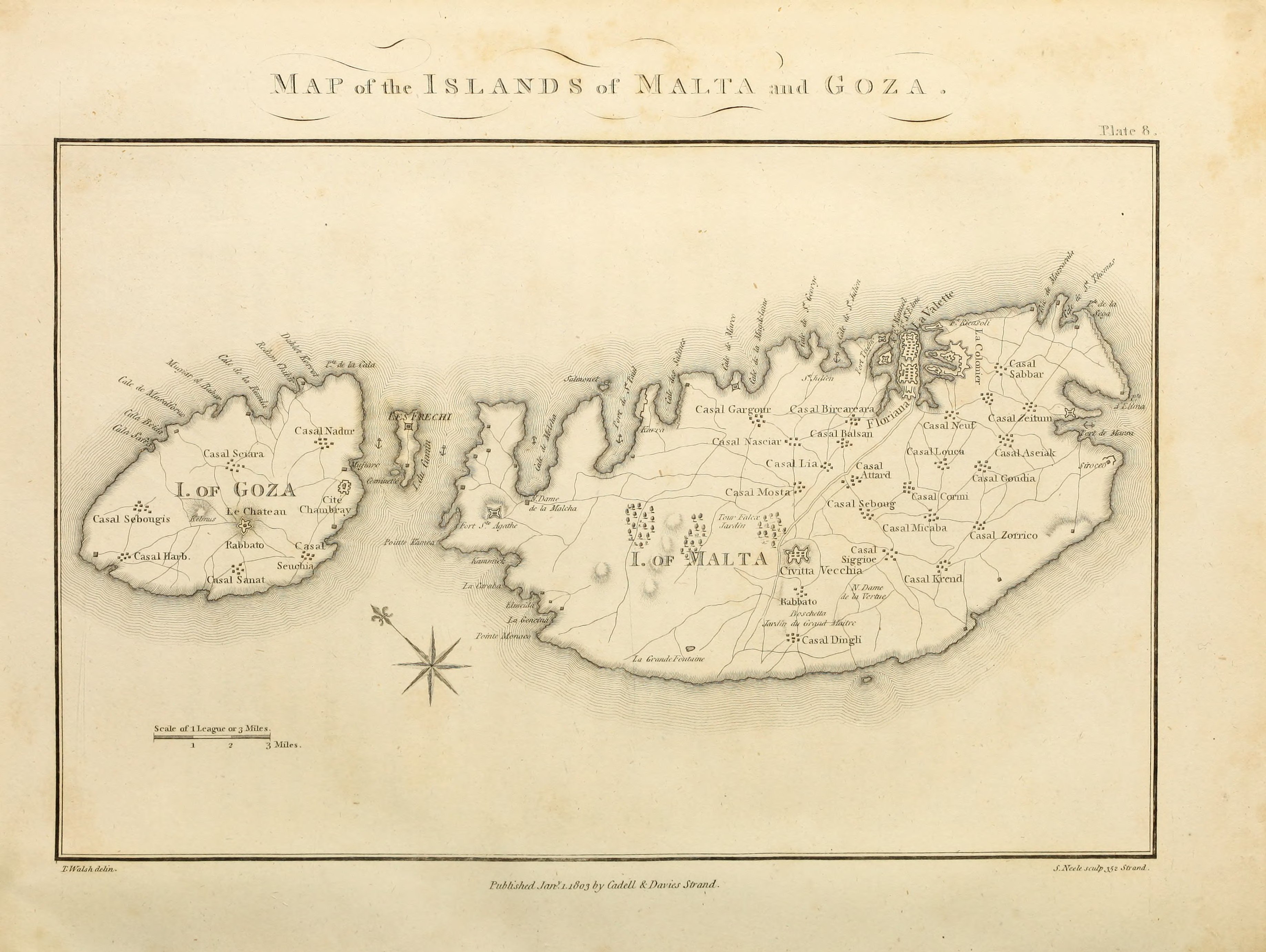
Carte des îles maltaises de Thomas Walsh - 1803.

## Malte préhistorique (5200-725 avant l'ère chrétienne)
La Préhistoire maltaise reste mal connue pour les périodes précédant le VIe millénaire av. J.-C.. Un petit territoire de 316 km2, particulièrement densément peuplé (au 4e rang mondial avec plus de 1 300 habitants au km2), n’a révélé aucun témoignage préhistorique humain antérieur au Néolithique. La Sicile voisine, à laquelle elle est physiquement rattachée pendant toute la dernière glaciation (glaciation de Würm entre 118 000 et 10000 av. J.-C.), est 80 fois plus vaste et a pourtant livré un abondant mobilier avec notamment le gisement de l’abri de Fontana Nuova di Ragusa qui remonte à l’Aurignacien (38 000 à 26000 av. J.-C.).

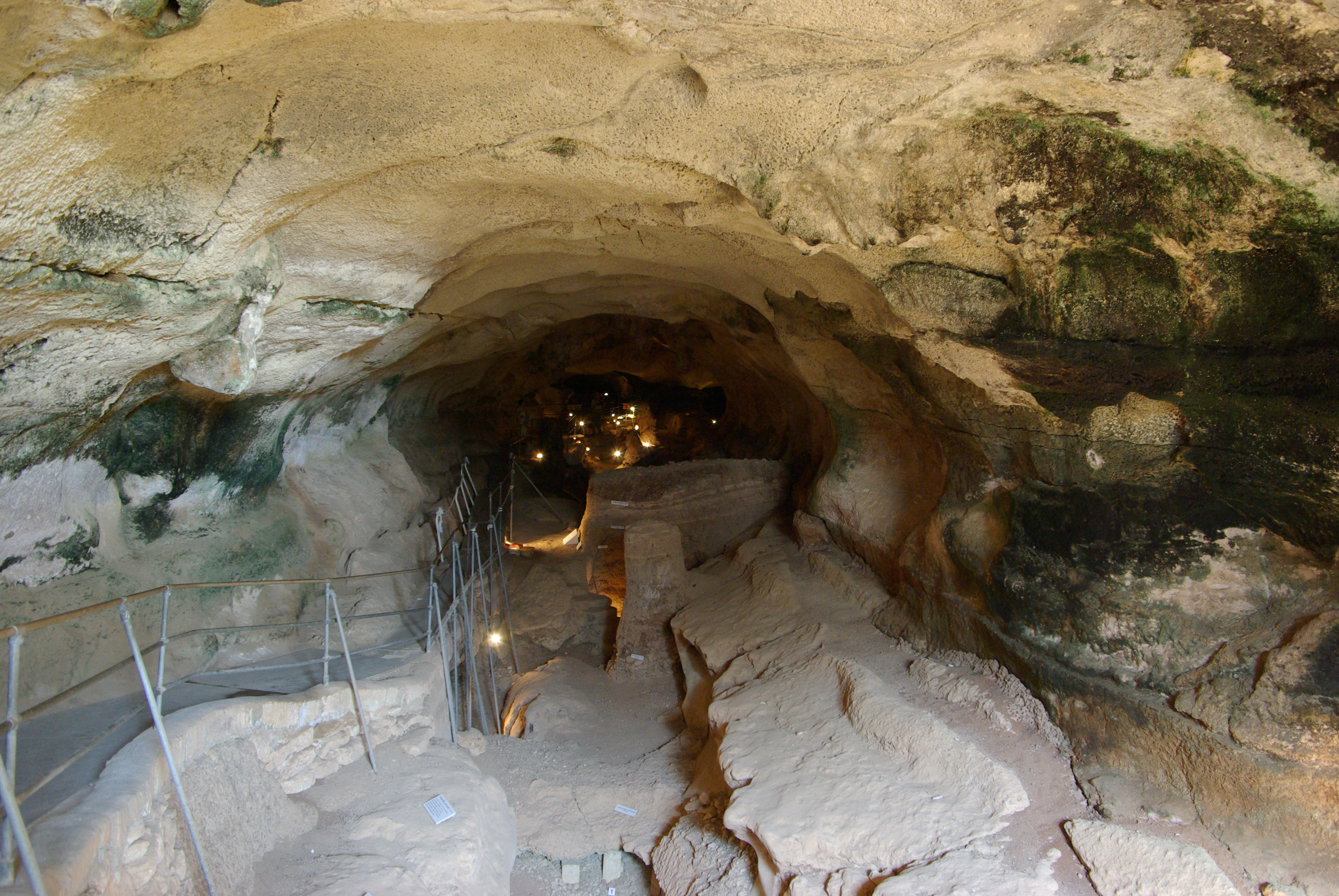
Ghar Dalam, grotte qui a révélé les squelettes d'une faune multiple.

Il faut donc, en l’état des connaissances, reconnaître que ce qui est alors l’extrême sud de la péninsule sicilienne est vierge de présence humaine, et ce, malgré l'existence d’une faune susceptible d'être chassée. Les vagues successives de peuplement de la péninsule européenne, par Homo erectus d'abord et par Homo sapiens ensuite, ont ignoré l’archipel maltais.
Pendant les périodes glaciaires, l’archipel maltais est rattaché à la Sicile, elle-même rattachée à la péninsule italienne. La faune continentale du Pléistocène peut ainsi accéder à l’archipel. Le climat de celui-ci s’est fortement rafraîchi, les pluies sont abondantes, la végétation est dense, les îles se couvrent de forêts, les wieds (rivières en maltais) drainent une eau abondante qui sculpte le paysage et crée les reliefs karstiques que l’on connaît aujourd’hui. Cette couverture végétale attire tous les herbivores du Pléistocène, éléphants, hippopotames et cervidés que le froid rejette au sud.
Les périodes de glaciation sont séparées par des périodes interglaciaires qui font remonter le niveau des mers et isolent la faune dans les îles. On voit ainsi apparaître une faune spécifiquement insulaire caractérisée par une tendance au nanisme chez les herbivores et au gigantisme chez les carnassiers et les rongeurs. La disparition de cette faune avant le Néolithique, à Chypre, en Crète, à Malte, en Sardaigne et en Corse, a souvent été imputée à la chasse intensive de la fin du Pléistocène. Mais l’absence de peuplement antérieur au Néolithique, à Malte comme en Crète, semble infirmer cette thèse. Les scientifiques cherchent maintenant à prouver qu'un changement climatique trop rapide aurait empêché la faune de s’adapter à un nouvel environnement.
Malte fut peuplée dès environ 5200 av. J.-C. et une civilisation préhistorique importante a existé sur l'île. Le reste du temple maltais le plus ancien serait un mur de grosses pierres sèches érigé au Néolithique sur le site de Skorba. Datant de 5200 av. J.-C., il serait donc antérieur de plusieurs siècles (environ sept siècles) à la première construction mégalithique continentale, le Cairn de Barnenez dans le Finistère (4500 à 3500 av. J.-C.), de 1 200 ans aux alignements de Carnac (4000 av. J.-C.), de 2 400 ans au cercle de Stonehenge (2800 à 1100 av. J.-C.) et 2 600 ans aux pyramides d'Égypte (2600 à 2400 av. J.-C.).
L’identification et la description de la céramique maltaise a permis de distinguer des périodes de temps permettant ainsi d’uniformiser les constatations stratigraphiques, confirmées ensuite par des datations absolues au carbone 14. L’identification des céramiques maltaises est à la base de la construction de l’échelle préhistorique maltaise. Sa description, l’identification de la composition de la terre cuite, de sa température de cuisson, de sa couleur, de son engobe, de sa forme, de son décor et d'une façon générale de ses techniques de fabrication et de ses techniques de réalisation et de représentation artistiques, a aussi permis des rapprochements avec d’autres céramiques siciliennes ou continentales. Par contre, l'étude des vestiges archéologiques et des temples est principalement à l'origine de la reconstitution de la culture maltaise pendant la Préhistoire.
Il existe une échelle chronologique de la préhistoire maltaise communément acceptée depuis le calage réalisé par des datations par le carbone 14 réalisées par David H. Trump et depuis abondamment documentée :
- 5200 – 4100 av. J.-C. : période néolithique
  - 5200 – 4500 av. J.-C. : phase Għar Dalam
  - 4500 – 4400 av. J.-C. : phase Skorba grise
  - 4400 – 4100 av. J.-C. : phase Skorba rouge
- 4100 – 2500 av. J.-C. : période des Temples
  - 4100 – 3800 av. J.-C. : phase Żebbuġ
  - 3800 – 3600 av. J.-C. : phase Mġarr
  - 3600 – 3000 av. J.-C. : phase Ġgantija
  - 3000 – 2900 av. J.-C. : phase Saflieni
  - 2900 – 2500 av. J.-C. : phase Tarxien
- 2500 – 700 av. J.-C. : âge du bronze

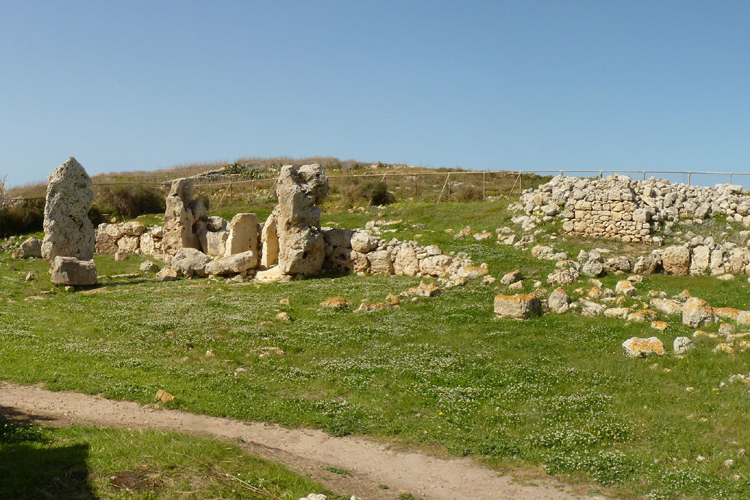
Temple de Skorba à Żebbieħ, le plus vieux site monumental au monde 5200 av JC

  - 2500 – 1500 av. J.-C. : phase des cimetières de Tarxien
  - 1500 – 725 av. J.-C. : phase Borġ in-Nadur
  - 900 – 700 av. J.-C. : phase Baħrija

Il faut noter, qu'en l'état actuel des connaissances, il n'y a pas eu de période Chalcolithique à Malte. Les métaux étaient apparemment inconnus des bâtisseurs des temples mégalithiques. Des chercheurs ont voulu voir dans les traces de creusement de certaines salles de l'hypogée de Ħal Saflieni l'utilisation d'outils métalliques mais aucune preuve n'est encore venue appuyer cette thèse. L'apparition des métaux à Malte date d'environ 2500 av. J.-C. avec l'arrivée des peuples guerriers venant de Sicile et d'Italie du Sud.

## Malte antique (de - 725 à +455)
Tout au long de l'Antiquité de Malte, l'archipel du fait de sa position stratégique au centre de la Méditerranée, est un relais évident, compte tenu de ses ports naturels, fortement convoités par toutes les puissances maritimes de l'Antiquité.
Ce sont d'abord les Phéniciens ou Carthaginois, qui lui laissent leur langue.
Viennent ensuite les Romains.
Avec la fin de l'occupation romaine, la période antique maltaise prend fin.

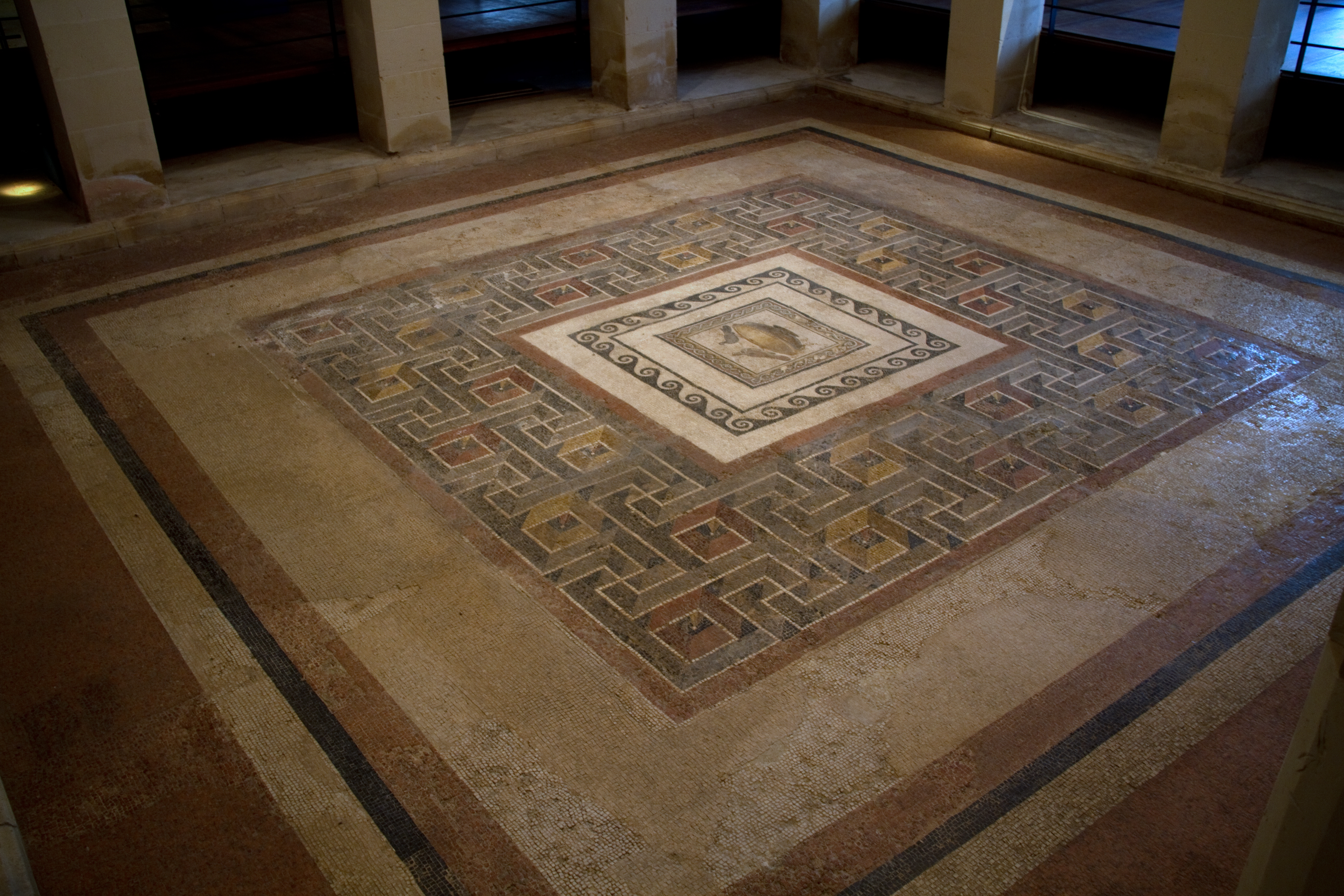
Mosaïque de la villa romaine à Rabat.

Les historiens sont généralement d'accord sur le découpage chronologique suivant :
- 725 à 480 av. J.-C. : période phénicienne avec une présence depuis ≈ Xe siècle av. J.-C.
- 480 à 218 av. J.-C. : période punique
- 218 av. J.-C. à 455 : période romaine
  - 218 av. J.-C. à 395 : présence de l'Empire romain d'Occident
  - 395 à 455 : présence de l'Empire romain d'Orient

### 725–218av. J.-C.: Phéniciens
Les Phéniciens contrôlent l'archipel durant le IXe siècle av. J.-C. et lui donnent le nom de Malat, c'est-à-dire lieu sûr. L'île passe ensuite sous le contrôle de Carthage (400 av. J.-C.).

### 218av. J.-C.–455: Romains
Malte devient ensuite un des enjeux de la guerre entre les Romains et les Carthaginois.
Les Romains prennent finalement l'île en 218 av. J.-C..
Les Maltais sont christianisés vers 50-60, puis latinisés.

## Malte médiévale (455–1530)
Pour certains auteurs, la période de 395 à 870 fait partie du haut Moyen Âge et pour d’autres de l’Antiquité tardive.
La période 455 à 533 est souvent déduite de l'histoire de la Sicile, elle n'est pas attestée dans l'histoire de Malte et mal renseignée dans l'histoire de l'Empire byzantin.
Avec la conquête de Malte par la dynastie Aghlabide, commence une période que les historiens considèrent unanimement comme le Moyen Âge de Malte.
- 455 à 533 : période barbare
  - milieu du Ve siècle : présence vandale possible
  - fin du Ve siècle à 533 : présence gothique possible
- 533 à 870 : période byzantine
- 870 à 1091 : période arabe
- 1091 à 1530 : période féodale
  - 1091 à 1194 : domination normande
  - 1194 à 1530 : présence du Saint-Empire romain germanique
    - 1194 à 1266 : possession des Hohenstaufen
    - 1266 à 1282 : possession des Angevins
    - 1282 à 1530 : possession des Aragonais

### Invasions barbares (455–533)
On peut déduire d'une note de Victor de Vite que les Vandales de Genséric conquièrent Malte ainsi que les autres îles de Méditerranée occidentales entre 455 et 476. Malte pourrait ensuite avoir été cédé à Odoacre, roi d'Italie, en échange d'un tribut.
Après la dernière victoire de Théodoric le Grand sur Odoacre en 493, Malte passe sans doute sous la domination des Ostrogoths.
Ces annexions « barbares » ne sont déduites cependant que de faibles indices et de l'hypothèse que Malte ait suivi le sort de la Sicile.
Il est également possible que l'archipel ait été épargné et soit resté dans le giron de l'Empire byzantin.

### Période byzantine (533-870)
Lors de la tentative de réunification de l'Empire romain par l'empereur Justinien Ier, les Byzantins sous le commandement du général Bélisaire, prennent le contrôle de l'île en 533.
Les témoignages archéologiques de cette période sont rares.
Le bâtiment le plus remarquable est un baptistère chrétien à Tas-Silġ.
Aux VIe siècle et VIIe siècle, Malte apparaît urbanisée, commerçante et assez prospère.
Plus tard, l'accent semble essentiellement mis sur les défenses militaires.
Un sceau du VIIIe siècle révèle la présence à Malte d'un officier byzantin de haut rang, à la fois Drougarios et Archon de Malte.
L'archipel est probablement alors la base d'une importante flotte de guerre, qui lui permet de résister longtemps aux premières razzias arabes.
Malte est en effet conquise seulement pendant la dernière phase de l'invasion arabe de la Sicile, juste avant la chute de Syracuse en 878.

### Période arabe de Malte (870–1091)
Les troupes d'Abu 'l-Gharaniq Muhammad II ibn Ahmad, 8e émir Aghlabide d'Ifriqiya, conquièrent Malte le 28 août 870 ; la ville-forteresse de Mdina est prise et démolie. Cette conquête influença profondément l'ensemble de la culture maltaise et principalement sa langue.
Les conséquences démographiques de cette annexion sont controversées. Pour certains, la quasi-totalité de la population est soit tuée, soit emmenée en esclavage « après [la conquête] de l'île, Malte est resté une ruine inhabitée »), laissant les îles maltaises presque désertes pour un siècle et demi, avec seulement quelques survivants subsistant en troglodytes. Pour d'autres au contraire, il n'y aurait eu que peu de conséquences sur la population.
Les recherches sur cette période sont toujours en cours ; ce qui est certain c'est que l'île est repeuplée de colons arabo-berbères et de leurs esclaves à partir de 1048. Vers le milieu du XIe siècle, lors d'une action des Byzantins sur Malte, les musulmans maltais proposent de libérer les esclaves et de partager leurs biens avec eux s'ils consentent à prendre les armes à leur côté pour contrer l'attaque, ce qui est effectivement fait victorieusement.

### Période féodale de Malte (1091–1530)

#### Domination normande (1091–1194)

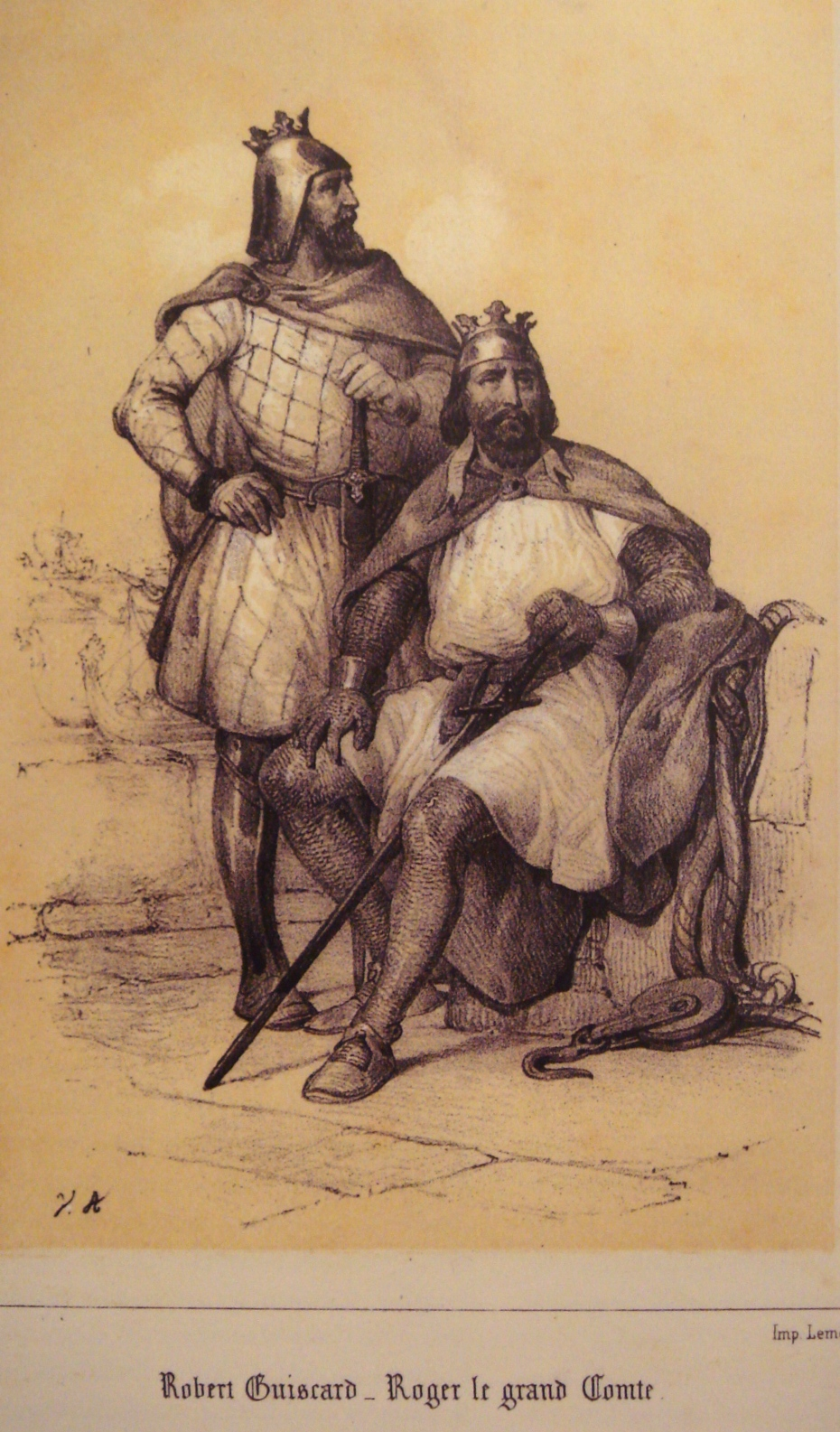
Roger de Hauteville et son frère Robert Guiscard.

De 1062 à 1091, les Normands du comte de Sicile Roger de Hauteville parviennent à conquérir la Sicile sur les musulmans. Une fois la Sicile totalement conquise, Roger de Hauteville se tourne vers les îles maltaises, surtout pour assurer les frontières de son territoire. Son biographe officiel, Geoffroi Malaterra raconte comment, en 1091, à l'aide d'une petite troupe, il vainc facilement la garnison musulmane à Malte, puis à Gozo. Il impose alors un tribut annuel à payer par les musulmans et la libération des esclaves chrétiens. Quand on leur laisse le choix, ces derniers décident de rentrer dans leur patrie et refusent de rester à Malte. Paradoxalement, cette conquête chrétienne facile ancre plus encore l'archipel dans le monde musulman en faisant partir les quelques chrétiens prisonniers des îles,.
Il semble que la domination nominale des Normands sur Malte se soit rapidement effritée, ou que le tribut annuel ait cessé d'être versé.
Roger II de Sicile, le fils de Roger Ier de Sicile (Roger de Hauteville), doit en effet conquérir à nouveau les îles en 1127.
Une garnison chrétienne est alors probablement laissée sur place.
La christianisation des îles commence réellement mais à un rythme très lent : les visiteurs latins (dont Burchard, l'évêque de Strasbourg en 1175) décrivent les îles comme totalement musulmanes.
Sur le plan de l’administration religieuse, l’archipel de Malte fait partie du diocèse de Palerme en Sicile et ce jusqu’en 1831.
Si les Maltais se rechristianisent, ils conservent leur langue arabe, tout en empruntant massivement une partie de leur vocabulaire au sicilien et à l'italien.
Contrairement à la Sicile, l'influence normande reste très faible à Malte, même si elle a alimenté quelques mythes comme la couleur du drapeau maltais ou la présence de bâtiments normands à Mdina,.
À la fin de la période normande commence une pratique qui va être régulièrement répétée durant toute la période féodale : la nomination de comtes et marquis de Malte en récompenses de services rendus à la couronne de Sicile.
La plupart ne sont pas résidents et se contentent de soutirer le plus d'impôts possibles aux habitants.
Les Maltais n'ont alors de cesse de demander à Palerme leur rattachement au domaine royal, ce qui leur est parfois accordé mais toujours plus tard annulé.
Le premier comte de Malte est Margaritus de Brindisi (1192 – 1194) qui a combattu du côté de Tancrède de Lecce contre l'empereur Henri VI Hohenstaufen dit « le Cruel ».

#### Possession des Hohenstaufen (1194–1266)

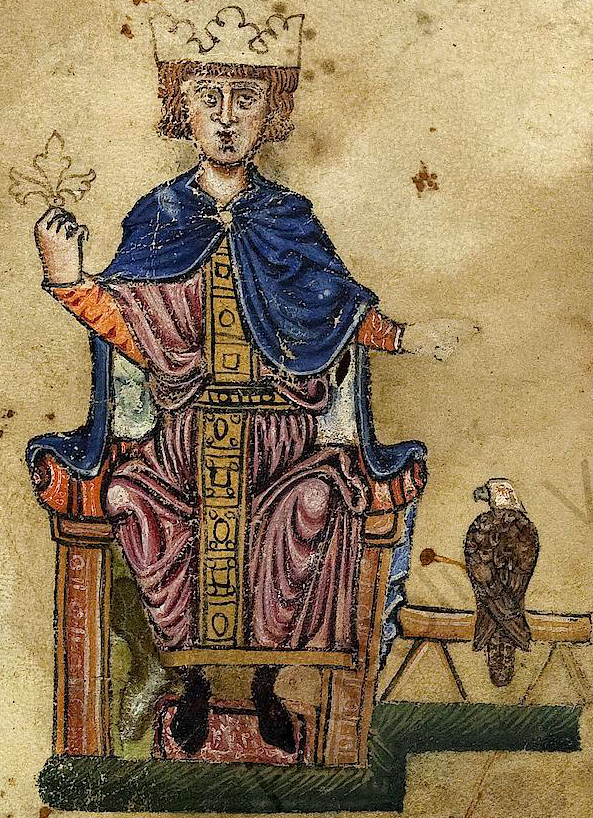
Frédéric II du Saint-Empire et de Sicile.

À la mort du roi Guillaume II de Sicile, sans laisser d'héritier, Constance de Hauteville devait être son héritière mais c'est un bâtard du roi Roger II de Sicile, Tancrède de Lecce, qui se fait reconnaître roi au début de l'année 1190. Henri VI, mari de Constance, décide de reprendre la couronne, ce qu'il fait en 1194 à la mort de Tancrède. Henri fait assassiner les descendants de Tancrède et emprisonner le reste de sa famille. Il est couronné roi de Sicile le 25 décembre 1194 et Malte passe dans la maison de Hohenstaufen. Il fait élire à sa succession son fils unique Frédéric II du Saint-Empire. De 1197 à 1250, le long règne de Frédéric a une profonde influence sur le destin de Malte, la faisant définitivement basculer dans la chrétienté.
En 1194, Henri VI, dès sa victoire, fait saisir Margaritus de Brindisi, lui fait crever les yeux et le remplace par Guglielmo Grasso comme comte de Malte. Ce dernier, un pirate génois, fut très impopulaire auprès des Maltais qui demandent et obtiennent en 1198 la réintégration des îles dans le domaine royal sicilien. Mais en 1203, le gendre de Guglielmo Grasso, Enrico Pescatore, est nommé comte de Malte. Enrico fait de Malte une base de corsaire indépendante, attaquant la république de Pise en prenant Syracuse en 1204 et la Crète en 1206 que les Vénitiens viennent d'acheter en 1204. Il obtient en 1212 le droit de frapper monnaie.
Après 1220 (et l'élection comme Empereur romain germanique), le pouvoir de Frédéric II se fait de plus en plus centralisateur. Il doit donner des gages à la papauté et met un terme à une longue tradition de tolérance religieuse en Sicile. Les guerres contre les musulmans de Sicile commencent dès 1220. En 1224, la population de Celano se dresse contre l'autorité de Frédéric II. Ayant maté la révolte, l'Empereur fait exiler en Sicile et à Malte une partie des hommes de la ville. Plusieurs années plus tard et sur l'intercession du pape Honorius III, ils sont finalement autorisés à rejoindre leur ville. Il existe de nombreuses spéculations sur l'installation possible de rebelles de Celano dans l'archipel.

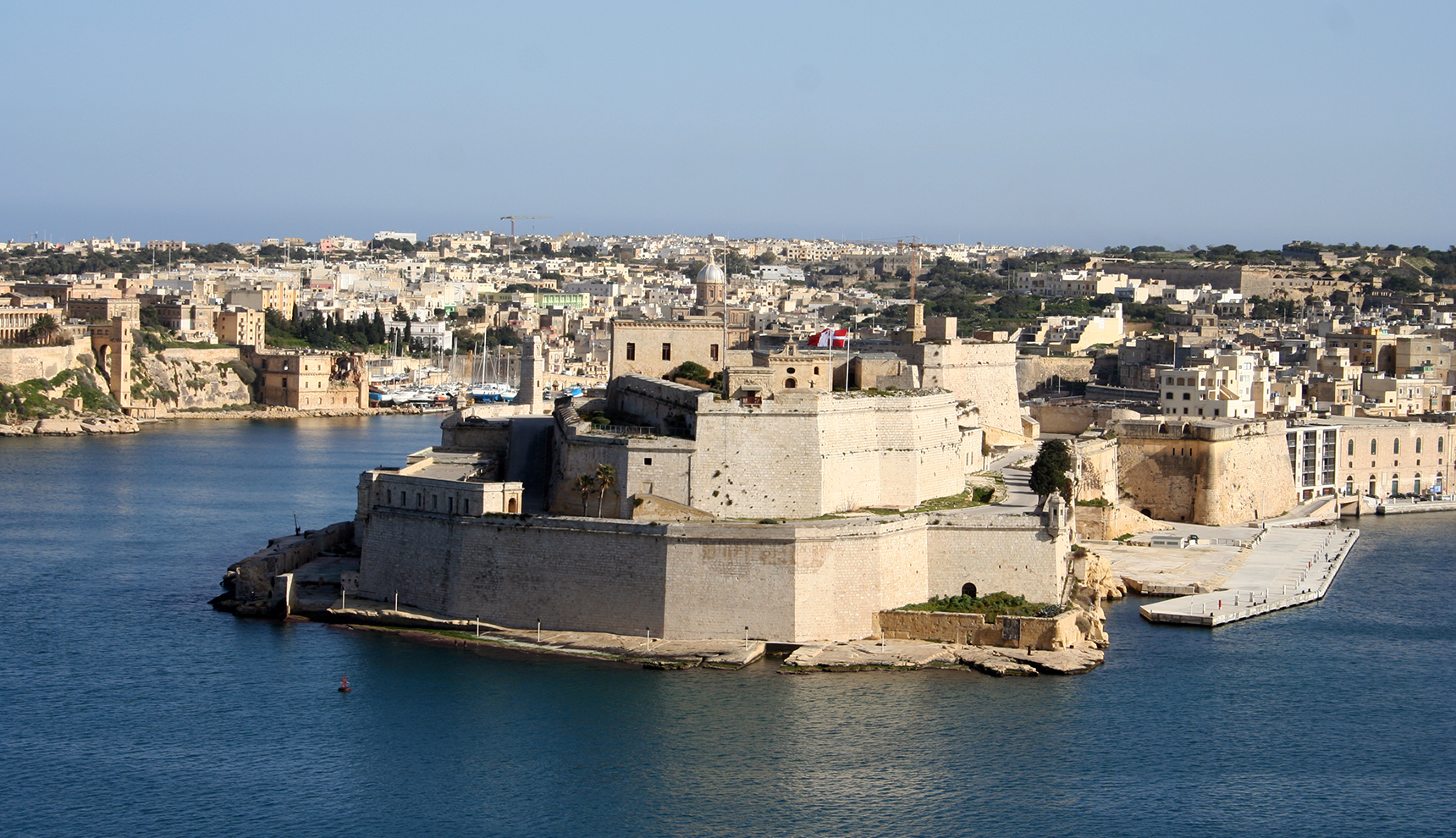
Castrum Maris.

Les successeurs d'Enrico Pescatore gardent le titre de Comte de Malte mais le pouvoir réel est dans les mains d'un gouverneur royal ou d'un procureur, nommé par l'Empereur. De 1235 à 1240, Paolino de Malte administre le pays avec notamment la charge de veiller sur la ferme royale de chameaux ainsi que sur les précieux faucons chasseurs de Frédéric II. De cette époque date la première mention du Castrum Maris (le château de la mer), bâti sur l'emplacement de l'actuel fort Saint-Ange à Birgu dans le grand port. Le Castrum Maris devient le fort de la garnison royale qui défend Malte contre les attaques des pirates et des musulmans. Principale base militaire de l'île, le fort influence les futurs chevaliers de Malte pour le choix de leur capitale fortifiée.
Vers 1241, le gouverneur de Malte est Giliberto Abate. Son rapport à la cour de Palerme nous révèle une garnison de 220 soldats dont 35 marins. Une administration locale garde une certaine autonomie. L'esclavage est institutionnalisé. L'agriculture est assez simple avec de la production de céréales, des pâturages, et du coton qui est exporté. Abate envoie également les résultats d'un recensement fiscal comptant 1 119 foyers fiscaux sur l'archipel (les esclaves et les pauvres ne sont sans doute pas dénombrés) :
|       | Chrétiens | Musulmans | Juifs | TOTAL |
| ----- | --------- | --------- | ----- | ----- |
| Malte | 47        | 681       | 25    | 753   |
| Gozo  | 203       | 155       | 8     | 366   |
| TOTAL | 250       | 836       | 33    | 1 119 |

Ces chiffres ont été longuement commentés, en particulier le déséquilibre notable entre la proportion des chrétiens à Malte et à Gozo (Il a même été proposé qu'au lieu de 47 il faille lire 1 047). Le total de la population à l'époque pourrait être comprise entre 5 000 et 10 000 habitants.

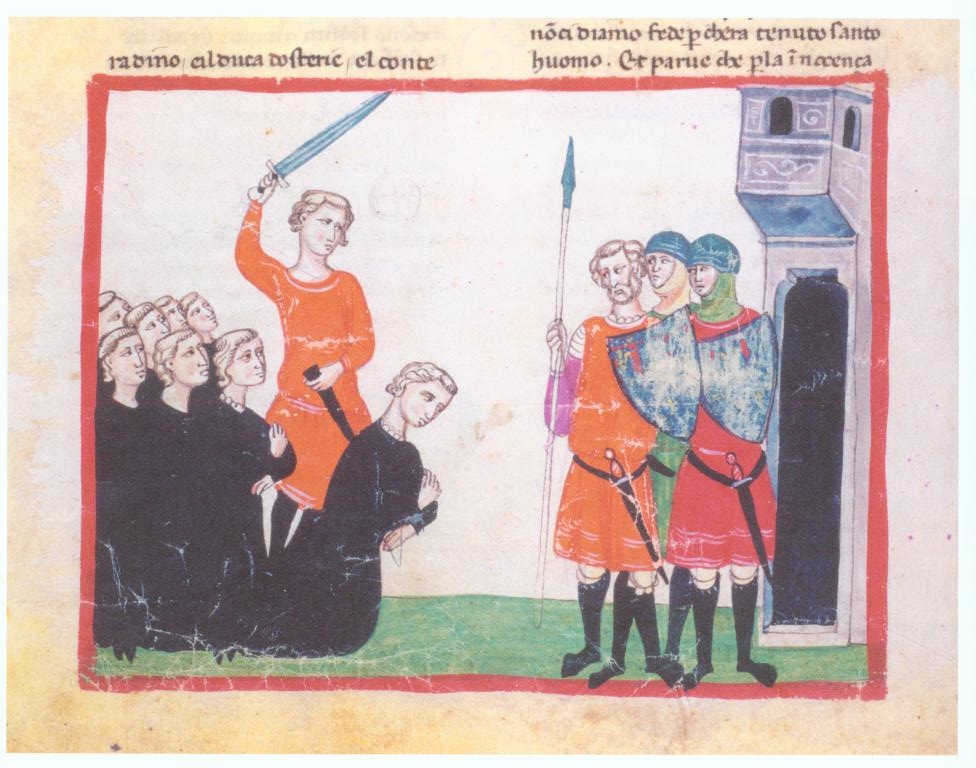
Exécution de Conradin.

Entre 1245 et 1249, Frédéric II accroit ses pressions sur les musulmans. Ils doivent soit quitter le territoire sicilien, soit se convertir. Certains sont envoyés former une colonie musulmanes à Lucera qui constitue une enclave musulmane pendant 75 ans avant d'être saccagée par les troupes angevines. De nombreux colons chrétiens (principalement italiens) remplacent les musulmans en Sicile et dans les îles maltaises. À partir de cette date, Malte s'ancre définitivement dans la chrétienté.
Sous le règne de Manfred, pour protester contre l'exploitation de leurs îles et sous l'influence des Génois, des Maltais se rebellent contre la puissance impériale allemande. En conséquence, toutes les terres et revenus du vieux comte Henri Pescatore passent à son fils Nicoloso.
À la mort de Frédéric II en 1250, la puissance des Hohenstaufen décroit jusqu'à la défaite de Manfred à la bataille de Bénévent le 26 février 1266 et l'exécution de Conradin le 29 octobre 1268 à Naples sur les ordres de Charles d'Anjou qui prend le pouvoir en Sicile.

#### Possession angevine (1266–1282)

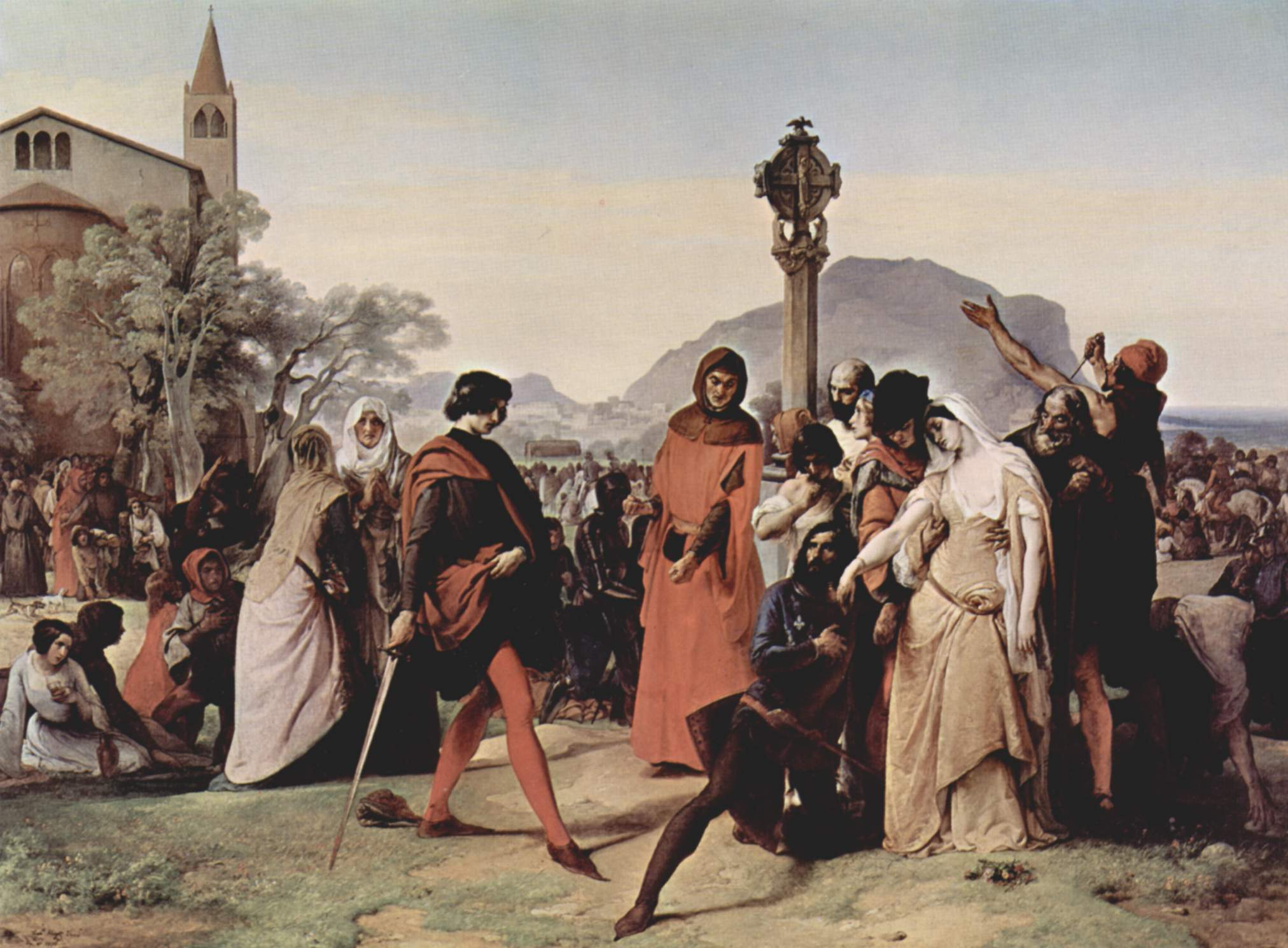
Les Vêpres siciliennes.

La nouvelle domination angevine se matérialise par un capitaine ou « châtelain » qui commande à Malte une garnison de 150 soldats français.
La population est alors regroupée en petits villages où le bois restait rare. Ils habitent dans des maisons creusées dans le roc ou dans des cabanes de pierres au toit de paille. En 1271, le gouvernement de Palerme ordonne d'utiliser les terres laissées en friche par le départ des musulmans. En 1279, une liste de noms de famille révèle une importante immigration sicilienne, aux côtés de noms sémitiques, vraisemblablement indigènes. La christianisation se renforce, avec la construction des premières églises.
Malte reste soumise à la piraterie musulmane mais aussi chrétienne, avec notamment des pirates génois qui saccagent Gozo en 1274.
Les Angevins introduisent à Malte un contrôle administratif nouveau et très élaboré. La pression fiscale sur les îles augmente, provoquant une résistance très vive contre l'impôt royal en 1277. C'est sans doute pourquoi les Maltais soutiennent la révolte des Vêpres siciliennes en 1282. Il est même possible que les îles aient été un lieu de rencontre des comploteurs. Malgré ce soutien populaire, la garnison angevine se maintient jusqu'en 1284 à Malte avant d'être chassée par les Aragonais.

#### Possession aragonaise (1282–1530)
En mars 1282, la révolte des Vêpres siciliennes voit le soulèvement des Siciliens et le massacre des Français de Sicile. Le roi d'Aragon, Pierre III, prend alors le pouvoir, mais les combats se poursuivent encore de nombreux mois. Les Maltais, mécontents de la lourde imposition française, accueillent favorablement les Aragonais. Cependant, la garnison française tient bon dans le Castrum Maris et en 1283, une flotte provenço-angevine part même de Marseille pour la soutenir. Le danger pour les Aragonais est écarté le 8 juillet 1283 après la décisive bataille de Malte où la flotte du grand amiral Roger de Lauria remporte la victoire sur les navires français dirigés par les amiraux Barthélemy Bonvin et Guillaume Cornut (ce dernier est tué lors des combats). 300 soldats catalans sont laissés en poste à Malte, mais la garnison française retranchée dans le Castrum Maris ne tombe qu'en 1284.
Comme leurs prédécesseurs, les souverains aragonais confient Malte en fief à leurs favoris, et de nouveaux les Maltais demandent souvent et obtinrent parfois le rattachement « à perpétuité » des îles au domaine royal. De nombreux comtes ou marquis de Malte se succèdent et s'affrontent souvent avec la population et parfois le pouvoir royal : le Génois Andreas de Malte nommé vers 1292, Guglielmo Raimondo Moncada (it) en 1300, Pierre Frédéric d'Aragon en 1349, Guido Ventimiglia di Geraci en 1360… Il faut aussi parfois l'intervention des troupes royales pour contrôler des révoltes ou faire plier les capitaines de Malte, chefs de la garnison, comme Giacomo de Pellegrino en 1372 ou Jean-Frédéric d'Aragon en 1376[réf. nécessaire].
Le pouvoir de l’Università maltaise se renforce. Cette institution maltaise originale n'a rien à voir avec un établissement d'enseignement, il s'agit d'une assemblée représentant l'universalité des habitants. À partir de 1350, deux Universitas cohabitent, une à Malte, l'autre à Gozo. Elle veillait au respect des immunités et privilèges et rédigeait les doléances au souverain. Elle élisait des fonctionnaires dont certains devaient être maltais, mais surtout elle veillait à l'achat des grains et leur répartition entre tous. Elle fonctionnait un peu comme une coopérative pour éviter les famines.

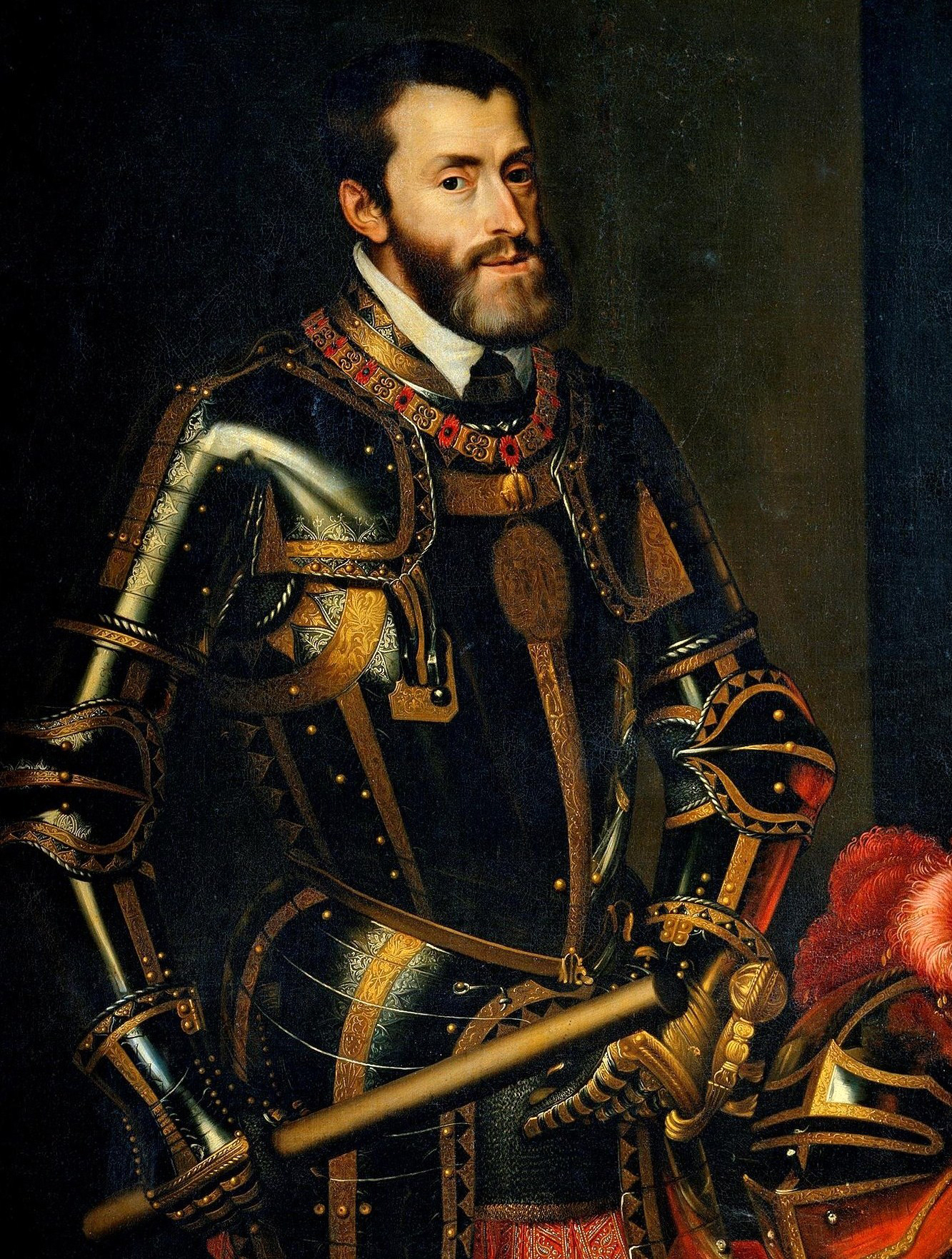
L'empereur Charles Quint.

L'archipel semble assez prospère, en 1394 un voyageur décrit des îles habitées de 4 000 personnes à Malte et 400 à Gozo, avec une production de coton, de vin, de cumin et de viande. La vie quotidienne ne devait pourtant pas être facile et le peuple devait supporter les mauvaises récoltes, les fonctionnaires corrompus, les impôts souvent excessifs, les épidémies, les invasions et aussi le coût du rachat de milliers de Maltais enlevés par les pirates arabes.
L'insurrection maltaise de 1425 – 1428 voit la population se rebeller contre leur seigneur et obtenir du roi d'Aragon une autonomie politique qui durera jusqu'en 1530.
Au XVe siècle, la production agricole locale peine à nourrir toute la population. Une importation de graine est nécessaire environ une année sur trois. Les échanges avec la Sicile s'intensifient ; toute une activité de cabotage se met en place. Les échanges maritimes se développent même avec l'Afrique du Nord, Tunis et la Tripolitaine, mais il faut alors s'exposer aux corsaires musulmans.
Le 31 mars 1492, le décret de l'Alhambra signé par les Rois catholiques expulse les Juifs de tous les territoires de la couronne espagnole, Sicile et Malte comprise. Certains juifs choisissent de se convertir au christianisme et restent sur l'archipel.
Tout au long de cette période, les îles maltaises apparaissent de plus en plus exposées aux attaques maghrébines et turques. En 1429 par exemple, une razzia des Tunisiens Hafsides enlève 3 000 prisonniers. Il faut mettre en place une défense qui coûte très cher à l'île et à la couronne. La tentation est grande pour les rois de Sicile de se décharger de ce poids financier et humain en « privatisant » l'île en la confiant à des comtes ou capitaines peu scrupuleux, d'une manière analogue à l'île de Pantelleria. Malte devient ainsi une base de corsaires, assurée contre rémunération de la protection des autorités de l'archipel. Les attaques et contre-attaques se multiplient avec les musulmans. Malte devient ainsi actrice et victime de l'insécurité maritime dans la mer Méditerranée du XVe siècle. Si la course peut être rentable à certains chanceux, c'est aussi une activité épuisante pour le pays qui voit ainsi partir en mer une bonne partie de sa main d’œuvre. Au cours du XVe siècle et au début du XVIe siècle, la puissance ottomane fait peser une nouvelle menace musulmane sur les îles. Une première attaque a lieu dans le Grand Port, à Birgu en 1488. Mosta est saccagée en 1526. C'est dans ce contexte que Charles Quint offre en 1530, pour un salaire symbolique d'un faucon par an, la jouissance, mais aussi la défense des îles maltaises aux Hospitaliers de l'ordre de Saint-Jean de Jérusalem.

## Ordre de Saint-Jean de Jérusalem (1530–1798)

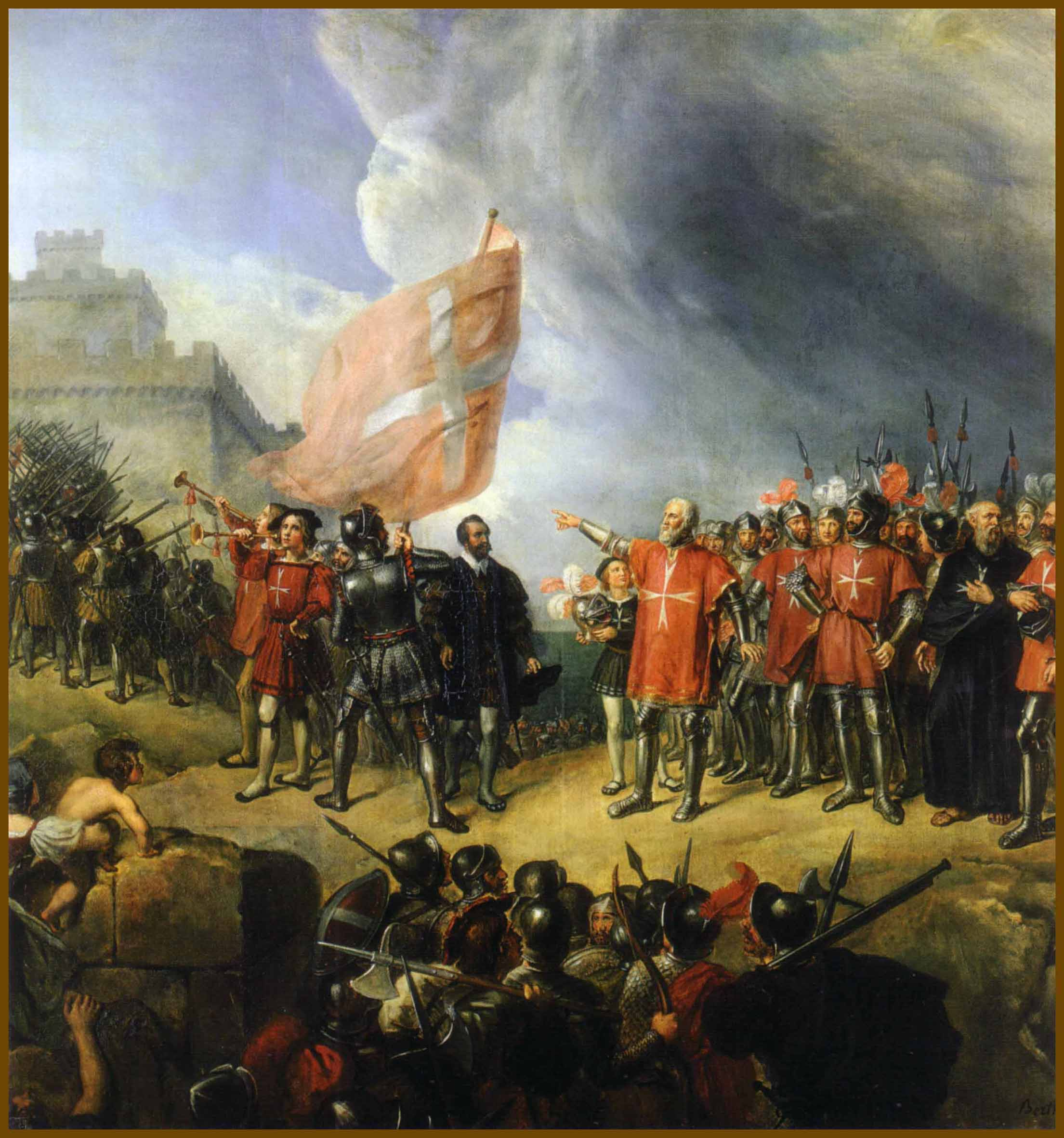
Prise de Malte en 1530 par Philippe de Villiers de L'Isle-Adam, grand maître de l'Ordre.

L'empereur Charles Quint, comprenant l'utilité que peut avoir un ordre militaire en Méditerranée face aux avancées ottomanes (Alger est conquis par le célèbre Barberousse en 1529), confie à l'Ordre l'archipel de Malte, dépendance du royaume de Sicile, par un acte du 24 mars 1530. Les Hospitaliers se retrouvent aux avant-postes de la chrétienté, mais le grand maître Villiers de l'Isle-Adam entretient toujours l'espoir de reprendre pied à Rhodes. Ce n'est qu'à sa mort, en 1534, que les Hospitaliers renoncent définitivement à l'Orient. Face aux progrès ottomans (Tunis est pris en 1534), le borgho, principale ville de l'archipel, est fortifié. Alors que pèse cette menace sur le nouveau siège de l'Ordre, la Réforme porte en Europe du Nord un grand coup aux possessions des Hospitaliers. De nombreuses commanderies sont sécularisées et certains grands prieurés cessent purement et simplement d'exister, comme ceux de Suède et de Danemark. En 1540, le roi d'Angleterre Henri VIII supprime de facto la Langue d'Angleterre. C'est dans ce contexte difficile que l'Ordre doit faire face à l'une des plus grandes épreuves de son histoire : le « Grand Siège » de 1565.
Afin de sécuriser leur nouveau quartier général, les Hospitaliers organisèrent la défense de l’île en édifiant plusieurs fortifications (fort Saint-Ange, fort Saint-Elme, fort Saint-Michel, etc.). Sous le règne du grand maître de l’Ordre, Jean de Valette, les Maltais résistèrent au grand siège des Turcs de 1565. La flotte turque qui se présente le 18 mai 1565 devant Malte compte plus de 160 galères et 30 000 hommes, face aux 800 chevaliers et 1 450 soldats que le grand maître Jean de Valette a convoqués. Trois forts défendent la baie et le borgo. Celui de Saint-Elme tombe le 23 juin, deux cents chevaliers y trouvent la mort. Pour démoraliser les chevaliers, le commandant ottoman, Mustafa Pacha, lance dans la rade des radeaux portant les corps crucifiés de défenseurs du fort. La Valette réplique en faisant bombarder le camp turc avec les têtes de prisonniers turcs. Les deux autres forts, Saint-Ange et Saint-Michel, tiennent bon, ainsi que l'enceinte du borgo, duquel les Turcs, parvenus à y faire une entrée le 7 juin sont repoussés. La situation des assiégés est critique quand arrive le 7 septembre le « Grand Secours », l'armée espagnole en provenance de Sicile. Les Turcs sont contraints à lever le siège.

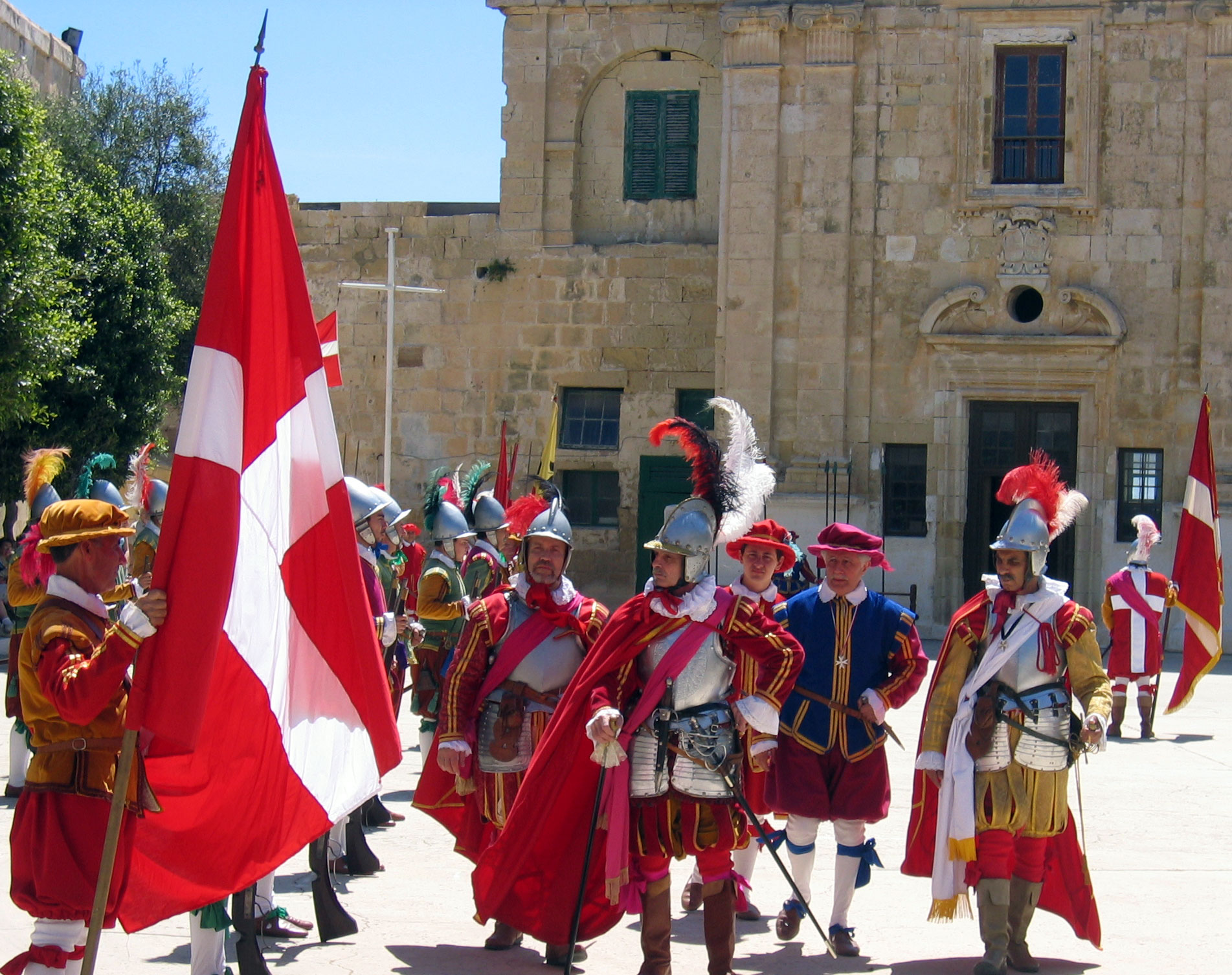
Les chevaliers de l'ordre de Saint-Jean de Jérusalem.

Après l'échec du siège, l'Ordre se retrouve au centre des attentions des puissances catholiques européennes. C'est en 1566 que La Valette, la capitale de l’archipel, fut fondée.
Le 7 octobre 1571, les Hospitaliers s'illustrent à la bataille de Lépante, où la flotte de la Sainte-Ligue, commandée par don Juan d'Autriche, détruit la flotte ottomane. Une autre célèbre bataille maritime est livrée, le 16 août 1732, au large de Damiette en Égypte.
Après Lépante, le danger en Méditerranée ne vient plus de la flotte de guerre ottomane mais des corsaires « barbaresques » d'Afrique du Nord. L'Ordre se lance à nouveau dans le corso, la guerre de course, qui de contre-attaque qu'elle était à l'origine, devient vite un moyen pour les chevaliers de s'enrichir par l'arraisonnement des cargaisons mais surtout par le commerce d'esclaves, dont La Valette devient le premier centre chrétien.
L'Ordre entre alors dans une période de singulières mutations : les chevaliers novices lui doivent d'effectuer quatre « caravanes », quatre expéditions de course lors de quatre années consécutives à Malte, mais reçoivent souvent par la suite la permission de servir leur souverain d'origine en ne faisant pas les vœux requis pour devenir frère. Les institutions centrales du grand magistère s'enrichissent de la course et transforment les commanderies européennes en un système de bénéfices qui permet à l'aristocratie de placer ses fils cadets, qu'elle fait souvent admettre dans l'Ordre dès l'enfance afin qu'ils soient mieux placés dans la « course aux commanderies ». Ainsi, on trouve peu de chevaliers accomplissant toute leur carrière dans l'Ordre, mais au contraire une rotation importante de novices venus accomplir leurs « caravanes », qui s'en vont servir leur roi, souvent dans la marine. Les grands amiraux français des XVIIe et XVIIIe siècles, tels Tourville ou Suffren, ont tous fait leurs classes au sein de l'Ordre.

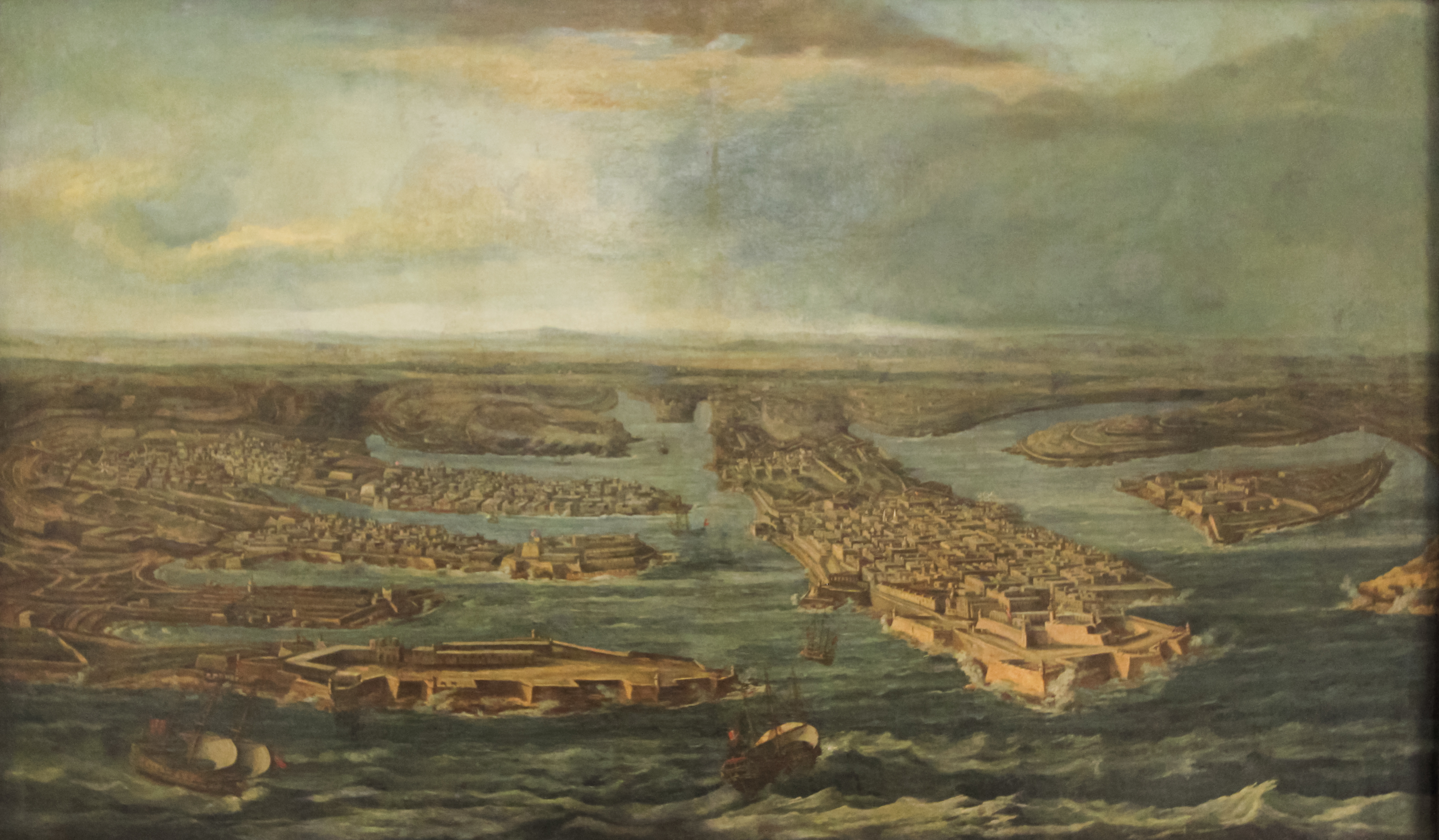
La Valette et les Trois Cités par Giuseppe Caloriti.

En 1792, la Révolution française confisque les biens français des Hospitaliers, comme ceux de tous les autres ordres religieux. Le grand prieuré de France est dissous cette même année et l'Ordre perd alors les trois quarts de ses revenus en France. En 1793, l’île de Malte échappe de peu à une révolte fomentée par des espions de la Convention.
À la suite des triomphes de Bonaparte en Italie en 1796 – 1797, le grand maître Ferdinand de Hompesch demande au tsar de Russie Paul Ier de devenir le protecteur de l'Ordre. Le 19 mai 1798, Bonaparte en route pour la campagne d'Égypte, quitte Toulon avec le gros de la flotte française et parvient à échapper à la flotte britannique de Nelson. Il se présente devant La Valette en demandant de faire aiguade (remplir les barriques d'eau) et devant le refus du grand maître de laisser entrer dans le port plus de quatre bateaux à la fois, Bonaparte s'empare de Malte, les 11 et 12 juin 1798, assurant ainsi ses communications ultérieures avec la métropole. Le 19 juin 1798, la flotte française met le cap sur Alexandrie, après avoir laissé une garnison de trois mille hommes sur place.
Le 10 octobre 1798, à la suite de l'invasion de l'île par les troupes françaises, les 249 chevaliers de l'Ordre exilés en Russie proclament le Tsar Paul Ier grand maître de l'Ordre, en violation du Code Rohan et des statuts de l'Ordre, le prince et grand maître devant obligatoirement être choisis parmi les chevaliers profès, et donc être catholique, moine et frère.
|  |  |  |

## Occupation française (1798–1800)
Au cours du XVIIIe siècle, l’archipel de Malte devint, sous l’influence française, le grand relais du commerce français en Méditerranée. En 1798, le 71e et dernier grand maître des chevaliers de l’ordre de Malte sur l’île, l’Allemand Ferdinand von Hompesch, se rendit au général Bonaparte après une résistance symbolique. Le 19 juin 1798, la flotte française met le cap sur Alexandrie, après avoir laissé une garnison de trois mille hommes sur place. Les Français se rendent très rapidement impopulaires avec la mise en œuvre d'une législation décalquée des lois révolutionnaires et en particulier de restriction religieuse.
Face à l'occupation française, le peuple maltais cherche un appui auprès du roi de Naples et de l'ennemi du moment des Français, l'Angleterre. Celle-ci dépêche le capitaine Alexander Ball à la tête d'une flotte. Les Français sont bloqués sur la terre par les Maltais et sur la mer par les Anglais. Le 5 septembre 1800, la garnison française fait reddition au capitaine Ball alors nommé gouverneur de l'archipel au nom de sa majesté le roi des Deux-Siciles.

## Colonisation britannique (1800–1964)

### Occupation britannique

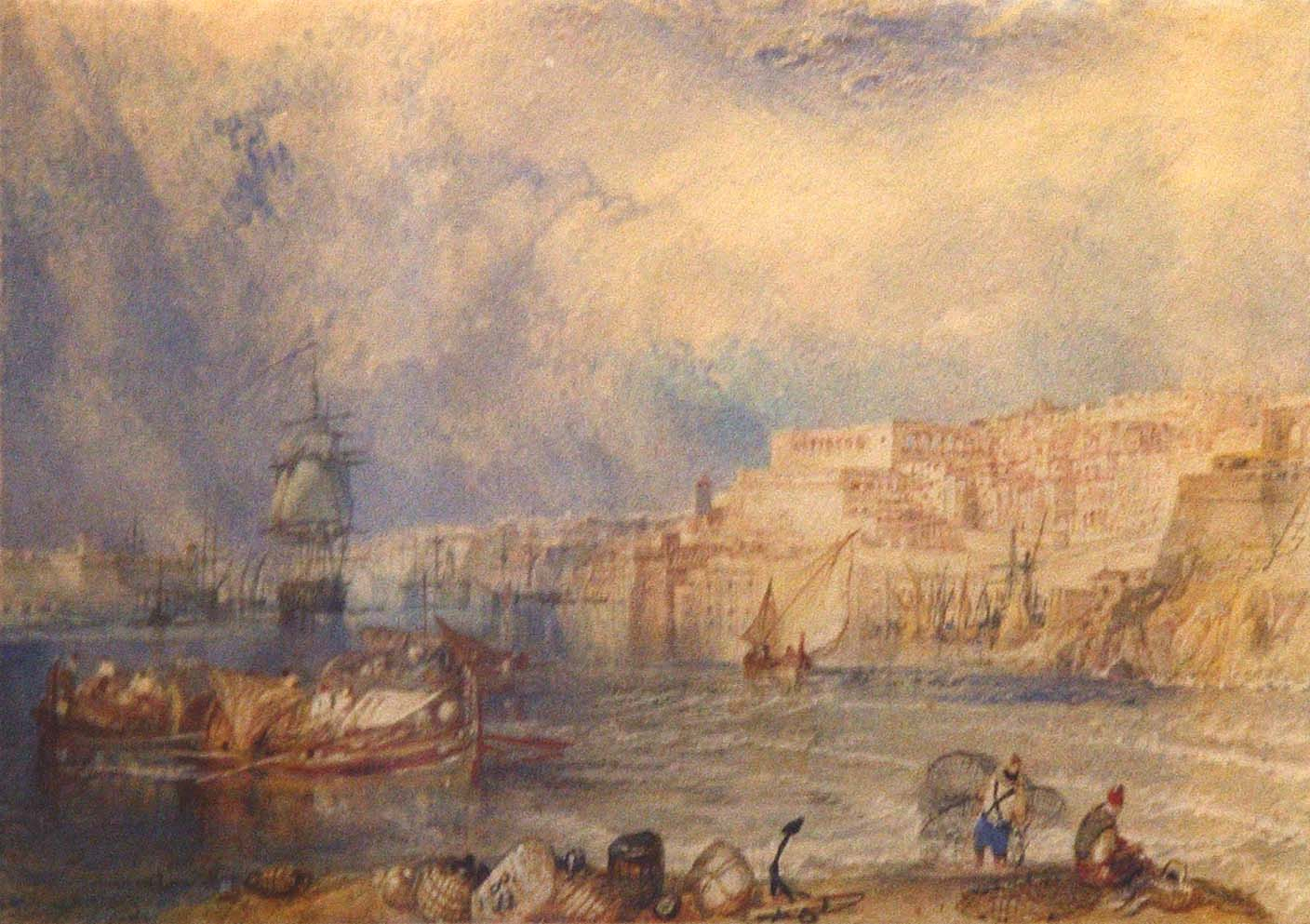
Aquarelle de Grand Harbour par Joseph M. W. Turner.

Grâce à l’aide des troupes britanniques, les Français durent se retirer de Malte après deux ans de siège. Cependant, les Britanniques refusèrent de rendre l'archipel à l'ordre de Malte, et l'annexèrent officiellement à l'Empire britannique en 1814, par le traité de Paris. Toutefois les Britanniques ne furent pas mieux acceptés que les Français : ils imposent unilatéralement leur langue et accaparent tout le pouvoir politique et économique. Cette situation d'exploitation coloniale provoqua en retour la montée de fortes revendications nationalistes.
Presque tout le XIXe siècle vit la montée de ces fortes revendications nationalistes. En 1849, puis en 1887, les Britanniques durent faire à Malte de nouvelles concessions augmentant le nombre d'élus maltais au Conseil législatif. Les premières tentatives pour normaliser l’écriture maltaise ne commencèrent qu’à la toute fin du XIXe siècle grâce à Mikiel Anton Vassalli, considéré depuis comme « le père de la langue maltaise ». Il a quand même fallu attendre en 1924 pour que l’alphabet soit reconnu et accepté par les Maltais.
La situation sanitaire des Maltais reste précaire avec une épidémie de peste en 1813, plusieurs épidémies de choléra et une recrudescence de lèpre à la fin du XIXe siècle.

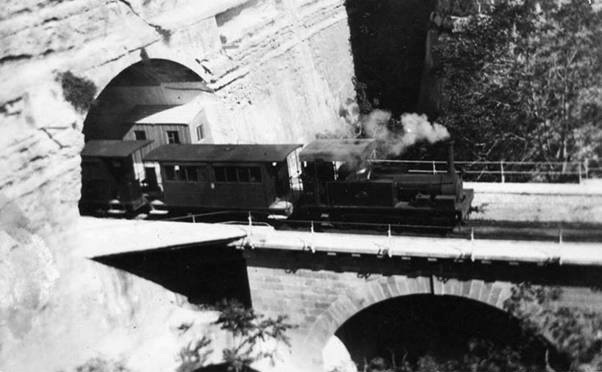
La ligne de chemin de fer La Valette – Mtarfa est inaugurée en 1883.

La Belle Époque à Malte voit survenir les progrès techniques, financiers et sociaux. La première banque, la Banque anglo-égyptienne, est créée en 1882. La première et seule ligne de chemin de fer est inaugurée en 1883. Les premiers timbres-poste maltais sont émis en 1885. En 1886, le chirurgien-major David Bruce découvre le microbe provoquant la fièvre de Malte et en 1905 Themistocles Zammit trouve l'origine de cette fièvre. La construction du Royal Opera House commence en 1888. La première ligne de tramway date de 1904. Enfin, en 1912, Dun Karm Psaila, le poète national maltais, écrit son premier poème en maltais.

### Première Guerre mondiale
L'archipel maltais participe à l'effort de guerre britannique, principalement sur le théâtre d'opération méditerranéen. En particulier, l'archipel accueille de nombreux blessés. Elle accueille également de nombreux prisonniers de guerre, et les ports de l'île servent aux différentes flottes alliées.
24 000 Maltais servent au sein de l'armée britannique, et 600 d'entre eux périssent. Ils se trouvent au sein du bataillon maltais, le bataillon maltais de travail (en anglais : Maltese Labour Battalion), et combattent en particulier à Gallipoli. Malte accueille un grand nombre de blessés, environ 140 000 dans les vingt-sept établissements de soin et de convalescence ouverts pendant le conflit, et gagne alors le surnom d'« infirmière de la Méditerranée » (en anglais : « Nurse of the Mediterranean »), 25 000 lits accueillent blessés et malades. Malte accueille surtout les blessés de Gallipoli et de Salonique, qu'elle partage avec l'Égypte. Elle reçoit 58 000 blessés de la Mediterranean Expeditionary Force (en) et 78 000 du corps expéditionnaire de Salonique, y compris les malades atteints de malaria lors de l'importante épidémie de juillet 1916.

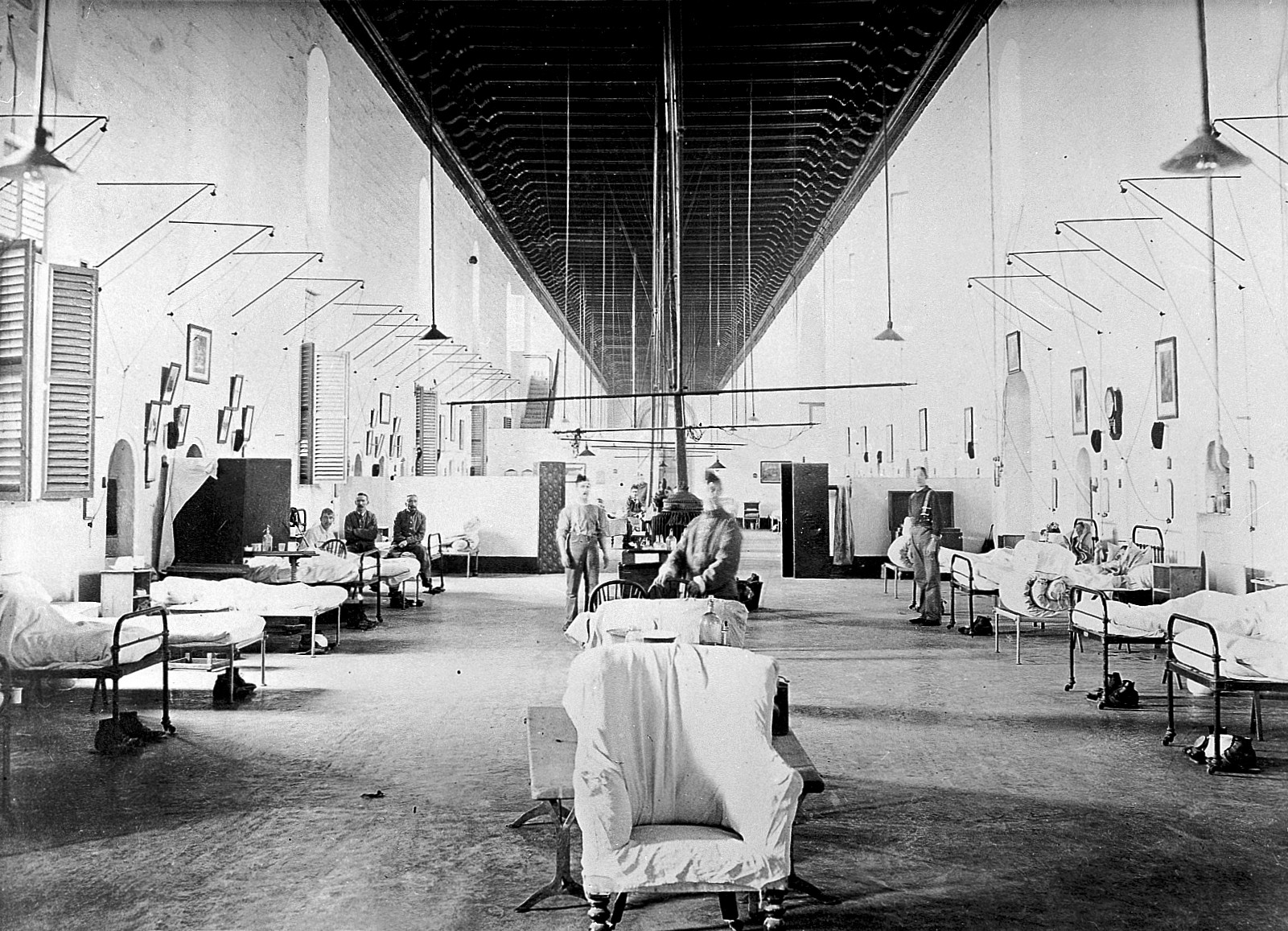
Malte infirmière de la Méditerranée, la Sacra Infermeria en hôpital militaire.

Malte devient aussi un camp de prisonniers.
Les premiers prisonniers sont les ressortissants des nations ennemies présents à Malte.
Sont également emprisonnés les supposés sympathisants à la cause des empires centraux, dont certains ressortissants égyptiens, grecs ou arabes.
Malte accueille ensuite de nombreux prisonniers de guerre du théâtre méditerranéen et du front du Moyen-Orient.
Prisonniers allemands, turcs, bulgares et austro-hongrois sont regroupés au palais Verdala de Is-Siġġiewi, réservé aux officiers, et dans des camps à San Klement et à la forteresse San Salvadore, sur l'ancienne ligne de fortifications de Cottoner, à Il-Kalkara. Mi-1916, on compte 1 670 prisonniers à Malte.
Les derniers camps de prisonniers ferment en mars 1920.
Après la fin de la guerre, à partir de mars 1919, Malte sert enfin de lieu d'exil pour les cent quarante-cinq dignitaires ottomans, appelés « exilés de Malte », extraits des prisons turques par les Alliés lors de l'occupation de Constantinople et envoyés là dans l'attente de la tenue d'un tribunal international visant à poursuivre et condamner les auteurs de crimes de guerre, notamment les responsables du génocide arménien.
Les exilés sont relâchés à partir d'octobre 1920 sans être jugés.

### Entre-deux-guerres

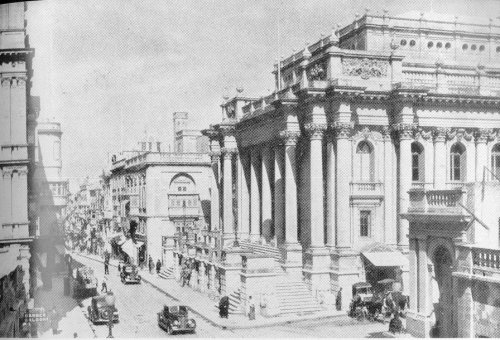
Le Royal Opera House sur Kingsway à La Valette construit en 1888.

Le prix excessif du pain provoque, en 1919, les émeutes du 7 juin, Sette Giugno (en), qui conduisent à une plus grande autonomie pour les Maltais pendant les années 1920.
En 1921, une constitution instaurant un véritable parlement est instituée. Filippo Sciberras préside une Assemblée législative élue, suspendue en 1930 en raison de l'agitation croissante de la population et un bicaméralisme avec un Sénat aboli plus tard en 1949. Joseph Howard est nommé Premier ministre.
En 1923, L-Innu Malti, l'hymne maltais est joué pour la première fois en public, et la même année Francesco Buhagiar devient à son tour Premier ministre, suivi en 1924 par Sir Ugo Pasquale Mifsud et en 1927 par Sir Gerald Strickland, de nouveau Ugo Pasquale Mifsud de juin 1932 à novembre 1933, dernier Premier ministre d'avant-guerre, la constitution est abolie à la suite du problème linguistique. Malte redevient une colonie de la couronne britannique.
Les Britanniques reconnaissent en 1934 la langue maltaise.
En même temps dans le cadre d’un processus global de « désitalianisation » de l’archipel maltais à l'occasion des sanctions économiques décidées par la Société des Nations contre l’Italie fasciste, les Britanniques abolissent l’utilisation de la langue italienne, jusqu'alors langue officielle.
La nouvelle constitution de 1936 reconnaît deux langues officielles, l'anglais et le maltais.
Cette constitution permet la nomination des membres du Conseil exécutif et une révision en 1939 permet l'élection de ces membres au Conseil.

### Seconde Guerre mondiale
Avec l'ouverture du canal de Suez à la fin de 1869, l'archipel maltais a de plus en plus d'importance aux yeux des Britanniques. Ils développent les capacités portuaires, construisent des chantiers navals, ouvrent des magasins de stockage. Malte est devenu une base navale importante et abrite la plus grosse flotte de la Royal Navy, la Mediterranean Fleet. Mais, sous la menace des attaques aériennes italiennes, la flotte est déplacée à Alexandrie en avril 1937, contre l'avis de Winston Churchill.
Au moment de la déclaration de guerre de l'Italie le 10 juin 1940, les îles maltaises comptent une garnison de moins de 4 000 soldats.
Elles sont défendues par 42 canons anti-aériens (34 canons lourds et 8 légers).
La mythologie militaire veut que Malte n'ait été défendue que par 3 avions Gloster Gladiator au nom prédestiné de Faith (Foi), Hope (Espérance) and Charity (Charité).
En fait, ce n'était pas beaucoup mieux, l'aérodrome Ħal-Far disposait au moins de 6 Gloster Gladiator en ordre de vol et 6 autres en caisses prêts au montage et aussi des Hawker Hurricane ainsi que quelques appareils de sauvetage en mer ou de chasse sous-marine à la base d'hydravions de Kalafrana.
Pour une population d'environ 300 000 habitants, Malte ne dispose que de 5 semaines de vivres.
Rapidement, l'état-major du Royaume-Uni se mobilise pour mettre en défense sa dépendance qui devient l'« île porte-avions ».

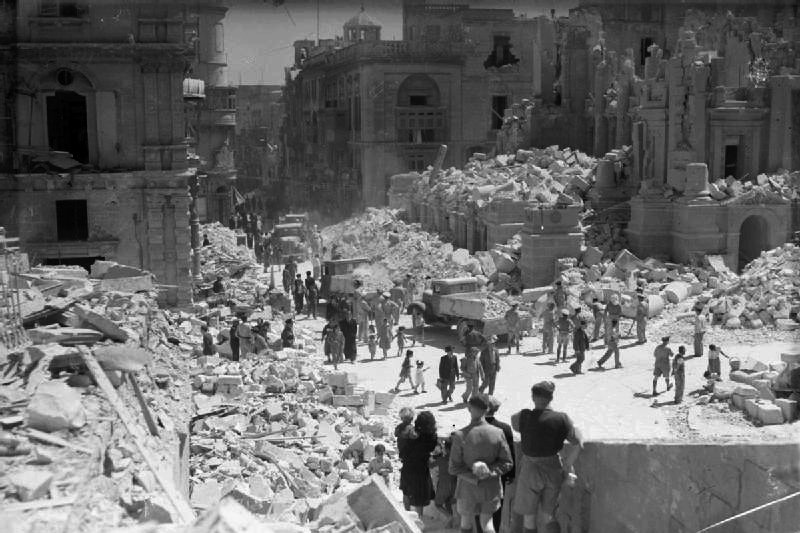
Premier Blitz allemand sur La Valette, le Royal Opera House sur KingsWay – 1 mai 1942.

Malte est attaquée et bombardée intensivement par l'Italie dès le 11 juin 1940 et jusqu'au 21 mai 1943.
Elle subit un blitz pendant lequel elle reçoit plus de bombes que la Grande-Bretagne pendant toute la bataille d'Angleterre.
Le nombre de maisons détruites ou endommagées a été estimé à 85 % pour Il-Furjana, 80 % à L-Isla, 75 % à Ħal Kirkop et La Valette, 70 % à Ħal Luqa, Il-Kalkara et Bormla, 65 % à Il-Birgu et 60 % à Il-Gżira, au total les destructions s'élèveraient à environ 30 000 bâtiments.
Entre le 11 juin 1940 et le 31 décembre 1943, les pertes civiles s'élèvent à 1 190 tués plus 296 morts de leurs blessures et 54 portés disparus présumés morts soit 1 540 morts dont 703 hommes, 433 femmes et 404 enfants, auxquels s'ajoutent 1 846 blessés graves et 1 932 plus légèrement blessés soit 3 778 blessés.
Durant la Seconde Guerre mondiale, Malte joue un rôle important en raison de sa position stratégique pour les forces de l'Axe.
L'objectif des Allemands diffère de celui des Italiens : les premiers veulent simplement annihiler la puissance nocive de Malte, les seconds souhaitent débarquer sur l'archipel pour l'incorporer à la Grande Italie.
Si les Allemands faillirent remplir leur objectif, les Italiens ne furent jamais en mesure à un moment ou l'autre de réussir le leur.
Il fallut beaucoup de sacrifices à la RAF, à la Royal Navy et à la population maltaise pour sauver Malte grâce à des convois maritimes qui réussirent malgré les attaques des U-Boot à ravitailler l'archipel.
Les pertes alliées furent de plus de 600 avions au total, deux porte-avions, quatre croiseurs, une trentaine de destroyers et une quarantaine de cargos et de pétroliers coulés ou irrémédiablement endommagés entre juin 1940 et août 1942, dans le seul but de ravitailler ces îles assiégées par les forces de l'Axe.
En contrepartie, les avions basés sur l'archipel ont coulé plus de 700 000 tonnes de navires germano-italiens en Méditerranée ou dans les ports d'Italie, de Sicile ou d'Afrique du Nord, et ont détruit, en l'air ou au sol, plus d'un millier d'avions allemands et italiens.
La résistance valut au pays la croix de George pour son courage ; cette croix figure aujourd'hui sur le drapeau national.
Plusieurs jeunes Maltais, considérant l'Italie comme leur patrie, ont fait partie de l'armée italienne pendant la guerre. L'un entre eux, Carmelo Borg Pisani, capturé en mission à Malte, fut condamné à mort pour trahison et pendu par les Britanniques, et reçut à titre posthume la medaglia d'oro al valor militare italienne.

### L'après-guerre
La Seconde Guerre mondiale mit fin temporairement au conflit opposant Britanniques et Maltais, mais la lutte pour l'indépendance reprit dès la fin de la guerre. Aux premières élections générales de 1945, vote de tous les hommes à partir de 21 ans, le Parti travailliste de Malte est majoritaire malgré le fait que le programme ne fait par référence à l’Église, pour la première fois. Pawlu Boffa forme le gouvernement, avec l'appui de l'Union générale des travailleurs, syndicat créé pendant la guerre en 1943, ce gouvernement supprime le Sénat, abolit le droit de vote multiple et donne le droit de vote aux femmes. Face à des licenciements massifs dans les chantiers navals, l'ensemble des députés travaillistes démissionnent en juillet 1946, provocant de nouvelles élections, que les travaillistes remportent. C'est la première fois que les femmes votaient. Boffa est de nouveau premier ministre et prend Dom Mintoff comme vice-premier ministre, également ministre de la Reconstruction. Ce gouvernement introduit l'impôt sur les revenus et crée les services sociaux en 1948, avec un régime de retraite et des pensions pour les personnes âgées, pour les aveugles et les handicapés.

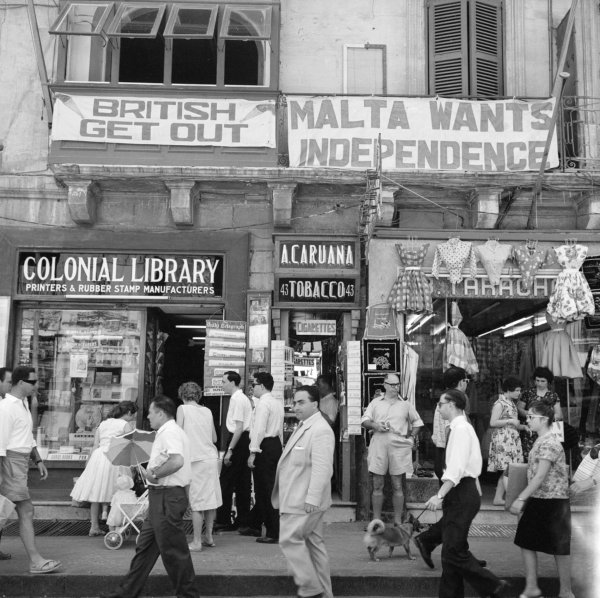
Banderoles anti-britanniques en faveur de l’indépendance sur King way à La Valette dans les années 1960.

Rapidement des dissensions apparaissent entre Boffa et Mintoff au sujet de l’indépendance. Mintoff, représentant l'aile gauche du parti, cherche une intégration complète au Royaume-Uni ou l'« autodétermination » pour obtenir l'indépendance, Boffa, à l'aile droite des travaillistes, reste sur une ligne plus conservatrice. Le Parti nationaliste (PN) de Giorgio Borg Olivier est favorable à une indépendance dans le cadre du statut de dominion tel que le Canada, l'Australie et la Nouvelle-Zélande. En 1949, le Parti travailliste maltais reçoit un ultimatum du Parti travailliste anglais au sujet de l'aide financière apportée au parti, ce qui provoque une scission ; Boffa restant premier ministre crée le Parti des travailleurs de Malte (en), Mintoff gardant le Parti travailliste de Malte. Aux élections générales de 1950, Les deux partis obtiennent le même nombre de sièges, mais Boffa s'allie avec le Parti nationaliste de Giorgio Borg Olivier. Baffa est ministre de la Santé et des Services sociaux, Mintoff restant dans l'opposition.
En 1953, l'incident du couronnement (aucune invitation n'avait été envoyée à une délégation maltaise pour assister au couronnement de la reine Élisabeth II) ressoude temporairement la classe politique maltaise. Avec la réussite de Dom Mintoff aux élections de 1955, celui-ci entame des négociations pour l'intégration de Malte au Royaume-Uni. Le gouvernement britannique accepte d'intégrer des représentants maltais au Parlement et 3 membres maltais à la Chambre des communes. Le Parlement de Malte aurait la responsabilité sur toutes les affaires maltaises sauf la défense, la politique étrangère et la fiscalité.
Les 11 et 12 février 1956 le référendum maltais sur l'intégration au Royaume-Uni donne 77,02 % des voix en faveur de l'intégration, mais le Parti nationaliste et l’Église avaient appelé au boycott et les 40,9 % d'abstention rendent le résultat peu concluant. Comme il y avait aussi des réticences des députés britanniques qui redoutaient le précédent, les négociations d'intégration n’aboutissent pas. Le licenciement par l'Amirauté britannique de 40 ouvriers maltais des chantiers navals sert de prétexte à la rupture par Dom Mintoff du plan d'intégration.
Le gouvernement Mintoff démissionne en bloc le 21 avril 1958 et Giorgio Borg Olivier refuse de former un gouvernement d'alternance. Le gouverneur Robert Laycock suspend la Constitution maltaise de 1947 entre 1958 et 1962. Ces quatre années sont marquées par une opposition générale, les travaillistes contre les nationalistes, l’Église contre les travaillistes mais tous se retrouvaient pour réclamer un self government. Les Britanniques dépêchent à Malte une commission pour négocier une nouvelle constitution. Ces négociations aboutissent à la Constitution de mars 1961, la Blood Constitution (la constitution de sang). Aux élections générales de 1962, Giorgio Borg Olivier forme un gouvernement qui entreprend aussitôt des négociations pour obtenir l'indépendance. Entre le 2 et le 4 mai 1964 se tient le référendum maltais sur l'indépendance (en) qui recueille 54,5 % de oui, avec une abstention de 20,3 % ce n'est qu'un peu plus de 36 % des Maltais qui approuvent l'indépendance. Le 21 septembre 1964, Malte est indépendante au sein du Commonwealth.

## Indépendance de Malte (1964)

### État de Malte (1964-1974)
Après avoir accédé à une autonomie locale en 1947, Malte obtint le statut de Dominion en 1955, puis en 1962 le Parlement maltais vote unilatéralement l'indépendance de l'État de Malte. Celle-ci ne fut officiellement accordée qu’après le référendum de mai 1964. L'indépendance du pays fut reconnue le 21 septembre 1964 au sein du Commonwealth avec une constitution monarchique et la reine Élisabeth II comme chef d'État, représentée par un gouverneur général.
Aux élections générales de 1966, Malte choisit le bipartisme, 48 % pour les nationalistes et 43 % pour les travaillistes et à celles de 1971, les travaillistes obtiennent 51 % contre 48 % aux nationalistes. Dom Mintoff, Premier ministre, obtient le remplacement du gouverneur général anglais, Sir Maurice Henry Dorman, par un Maltais, Sir Anthony Mamo (qui devient le premier président de Malte).
Les travaillistes engagent des nationalisations et étendent le secteur public dans le sens d'un État-providence. Les lois sur l'emploi et le travail imposent l'égalité des sexes et des salaires. La peine de mort est abolie en 1971. Le mariage civil est créé, l'homosexualité et l’adultère sont décriminalisés en 1973.
Mintoff engage des négociations pour modifier les accords d'indépendance. Les accords de base militaire sont conclus le 26 mars 1972 avec le Royaume-Uni et l'OTAN contre versement de subventions permettant le développement économique en prévision du départ définitif des troupes en 1979.
Le 13 décembre 1974, Mintoff fait adopter par le Parlement maltais une réforme constitutionnelle qui abolit la monarchie maltaise et fait de Malte une république parlementaire, tout en demeurant membre du Commonwealth en tant que république et plus en tant que royaume.

### République de Malte (1974-présent)

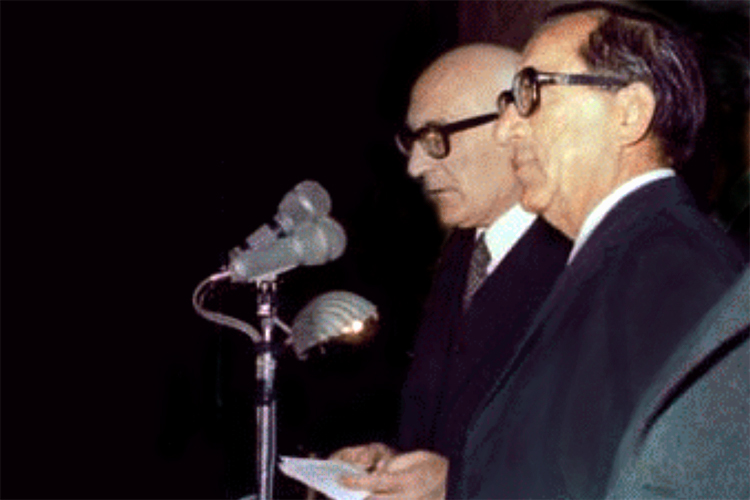
Proclamation de la République le 13 décembre 1974 au balcon du palais à La Valette par Anthony Mamo et Dom Mintoff.

Le 13 décembre 1974, Malte proclama la République, Anthony Mamo est élu président et Dom Mintoff est premier ministre.
L'objectif du gouvernement est de développer l'économie de Malte en prévision du départ définitif des troupes britanniques. Des zones industrielles sont créées dans presque toutes les régions. Mintoff cherche l'appui de nouveaux alliés. Après avoir déclaré la neutralité de la république de Malte, il choisit une politique de non-alignement, mais les premières ouvertures sont en direction des pays du pacte de Varsovie. D'abord avec l'URSS qui montre très peu d'enthousiasme puis avec la République démocratique allemande, la Bulgarie et la Roumanie. Mais des relations économiques se nouent avec la République populaire de Chine de Mao Zedong qui investit dans les ports de Grand Harbour et les chantiers navals. Enfin, il noue des relations suivies avec la Libye de Kadhafi. En 1990, la république de Malte et la Libye ont même renouvelé leur traité de coopération bilatérale jusqu'en 1995.
Le positionnement politique de Mintoff est considéré par l’Église maltaise comme trop à gauche et l'électorat catholique s'oppose fortement à l'électorat travailliste. Aux élections de 1976, Mintoff garde la majorité au Parlement et Anton Buttigieg, ministre de la Justice, devient président de Malte.
Le 31 mars 1979, comme prévu par les accords malto-britanniques, les derniers fonctionnaires et les derniers militaires britanniques quittent Malte.

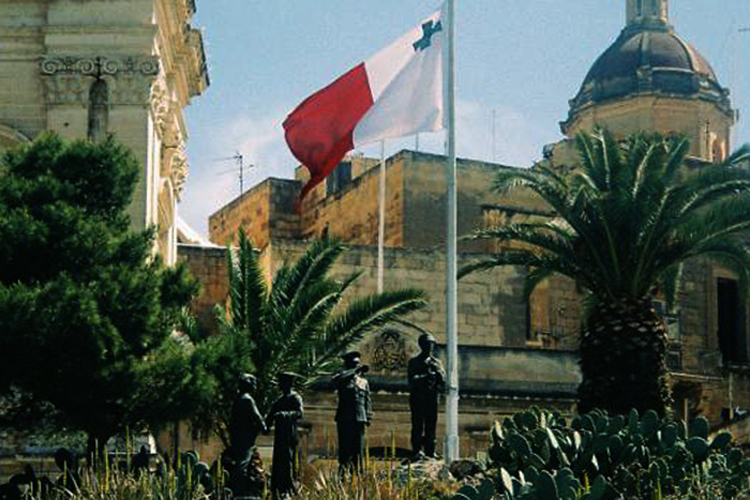
Le Jour de la Liberté, départ des troupes d'occupation britanniques le 31 mars 1979.

Le chef du Parti nationaliste, Giorgio Borg Olivier, décède en octobre 1980, il est remplacé par Edward Fenech Adami. Aux élections générales de 1981, les nationalistes obtiennent la majorité en voix (51 %) mais, du fait des découpages des circonscriptions, ils n'ont que 31 sièges au Parlement contre 34 aux travaillistes et ce sont les travaillistes, minoritaires en voix, qui forment le gouvernement. Des tractations secrètes, sous le contrôle des présidents successifs, Anton Buttigieg, Albert Hyzler, président par intérim, et Agatha Barbara, première femme élue au Parlement, première femme ministre et première femme présidente, entre Mintoff et Fenech Adami ne donnent aucun résultat. Les nationalistes lancent alors une campagne de désobéissance civile, beaucoup de fonctionnaires perdent leur emploi, ce qui entraîne des troubles avec des affrontements violents (un manifestant, Raymond Caruana est tué à Il-Gudja). Devant le risque de blocage de la société et de l'économie et un renouveau de l'opposition du gouvernement et de l’Église au sujet du financement des écoles catholiques, le Parlement vote en janvier 1987, un amendement constitutionnel qui permet, par allocation de sièges supplémentaires, au parti majoritaire en voix de l'être aussi en sièges. Mintoff, tout en restant député, démissionne de sa fonction de premier ministre en laissant sa place à Karmenu Mifsud Bonnici.
Les élections générales de 1987 sont particulièrement tendues, beaucoup craignaient pour les institutions de la République, à Malte comme dans les ambassades. Les nationalistes obtiennent 51 % des voix et la majorité des sièges. Malgré des manipulations et divers incidents de votes, Mifsud Bonnici ramène la sérénité en reconnaissant l'échec de son parti et Fenech Adami forme le nouveau gouvernement. Paul Xuereb est président par intérim en février 1987, Ċensu Tabone, ministre des Affaires étrangères, est président en avril 1989 et Ugo Mifsud Bonnici, ministre de l’Éducation, en avril 1994, tous nationalistes.

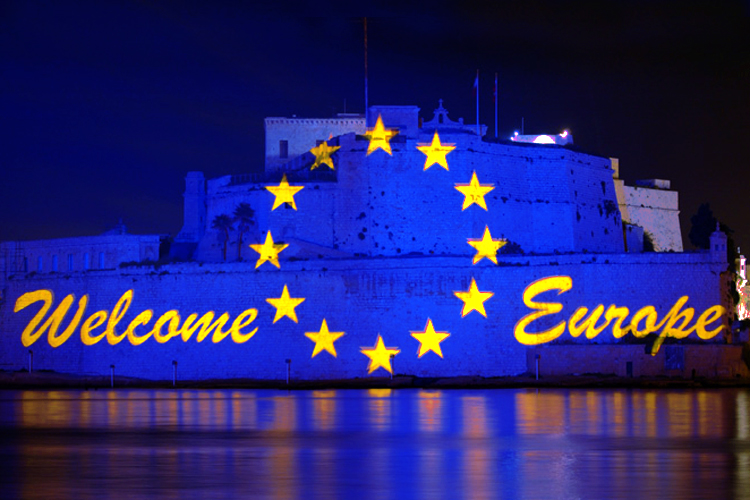
Entrée de Malte dans l'Union européenne le 1 mai 2004. Son et lumière au fort Sant Angelo à Il-Birgu.

Les nationalistes au pouvoir jusqu'en 1996, libèrent l'économie maltaise, favorisant, sans véritable préparation, une société de consommation. Ils déposent, le 16 juillet 1990, une demande d'adhésion à l'Union européenne, Malte étant déjà membre du Conseil de l'Europe depuis le 29 avril 1965. Au 1er janvier 1995, la TVA est introduite ainsi que l'obligation d'une caisse enregistreuse pour tous les commerçants. Cela provoque un mécontentement qui permet aux travaillistes de gagner les élections générales de 1996. L'économiste Alfred Sant forme le gouvernement qui demande aussitôt le retrait de la demande d'adhésion à UE. Mais il ne revient pas sur sa promesse électorale de revenir sur la TVA. Les promesses faites aux chasseurs et à leur puissant groupe d'influence ne suffisent pas à contrebalancer les réformes économiques et les mesures d'austérité rendues nécessaires par la stagnation économique. La grogne est relayée au Parlement par Mintoff, Sant provoque des élections en septembre 1998, permettant aux nationalistes et à Edward Fenech Adami de constituer de nouveau un gouvernement, Guido de Marco, ministre des Affaires étrangères nationaliste, est élu président en avril 1999. Fenech Adami renouvèle la demande de Malte d'adhérer à l'Union européenne et provoque un référendum en mars 2003. Les Maltais se prononcent à la plus grande majorité jamais obtenue (près de 54 %) pour l'entrée dans l'Europe. Les analystes politiques remarquent, pour une première fois dans l'histoire politique maltaise des déplacements importants de voix, des travaillistes avaient voté oui tandis que des nationalistes votèrent non. Les résultats étant contestés par le représentant travailliste, Fenech Adami décide de faire des élections générales anticipées qui seront une confirmation ou infirmation du référendum. Là encore des déplacements de voix, dans des secteurs urbains, traditionnellement travaillistes, des votes nationalistes, et le contraire dans les secteurs ruraux, assurent la victoire des nationalistes et donc la confirmation des résultats du référendum européen pour l'adhésion.
Malte rejoint l'Union européenne le 1er mai 2004, neuf ans après les premières négociations. Lawrence Gonzi est premier ministre, il le reste jusqu'en mars 2013. Edward Fenech Adami est élu président en avril 2004. Malte entre dans la zone euro le 1er janvier 2008, peu avant les élections de 2008, reconduisant Gonzi à une courte majorité. George Abela est élu président en 2009 par l'ensemble des parlementaires pour la première fois depuis 1974. C'est pendant cette législature, qu'un député nationaliste, Jeffrey Pullicino Orlando (en), en opposition avec le premier ministre et son gouvernement, dépose un projet de loi autorisant le divorce. Malte, avec le Vatican et les Philippines, sont les trois derniers pays au monde à refuser le divorce, même si environ 8 % des mariages maltais sont annulés par jugement de l’Église. Pour résoudre la divergence entre les convictions du gouvernement et une très large proportion de sa majorité, Gonzi décide d'organiser un référendum consultatif, s'engageant à faire voter une loi, si les résultats du référendum étaient favorables au divorce. Après une campagne pendant laquelle le Premier ministre s'est montré très opposé au divorce et l’Église, sans faire officiellement campagne, adresse une lettre paroissiale à toutes les familles maltaises, le 28 mai 2011, 53,16 % des votants, catholiques pratiquants à 95 %, se déclarent favorables au divorce. Le 25 juillet 2011, la loi est adoptée par 52 votes pour, 11 contre, 5 abstentions et un député absent. Le divorce est autorisé après une séparation effective de 4 ans. Le président, lui aussi opposant, finit par signer la loi qui entre en vigueur le 1er octobre 2011. Gonzi est fragilisé, son gouvernement est critiqué, des ministres sont accusés de corruption et les nationalistes perdent les élections anticipées de 2013 au profit des travaillistes de Joseph Muscat. Marie-Louise Coleiro Preca est élue en avril 2014 et devient la deuxième femme présidente de Malte. Le gouvernement travailliste a adopté le 14 avril 2014 une loi autorisant le mariage civil.

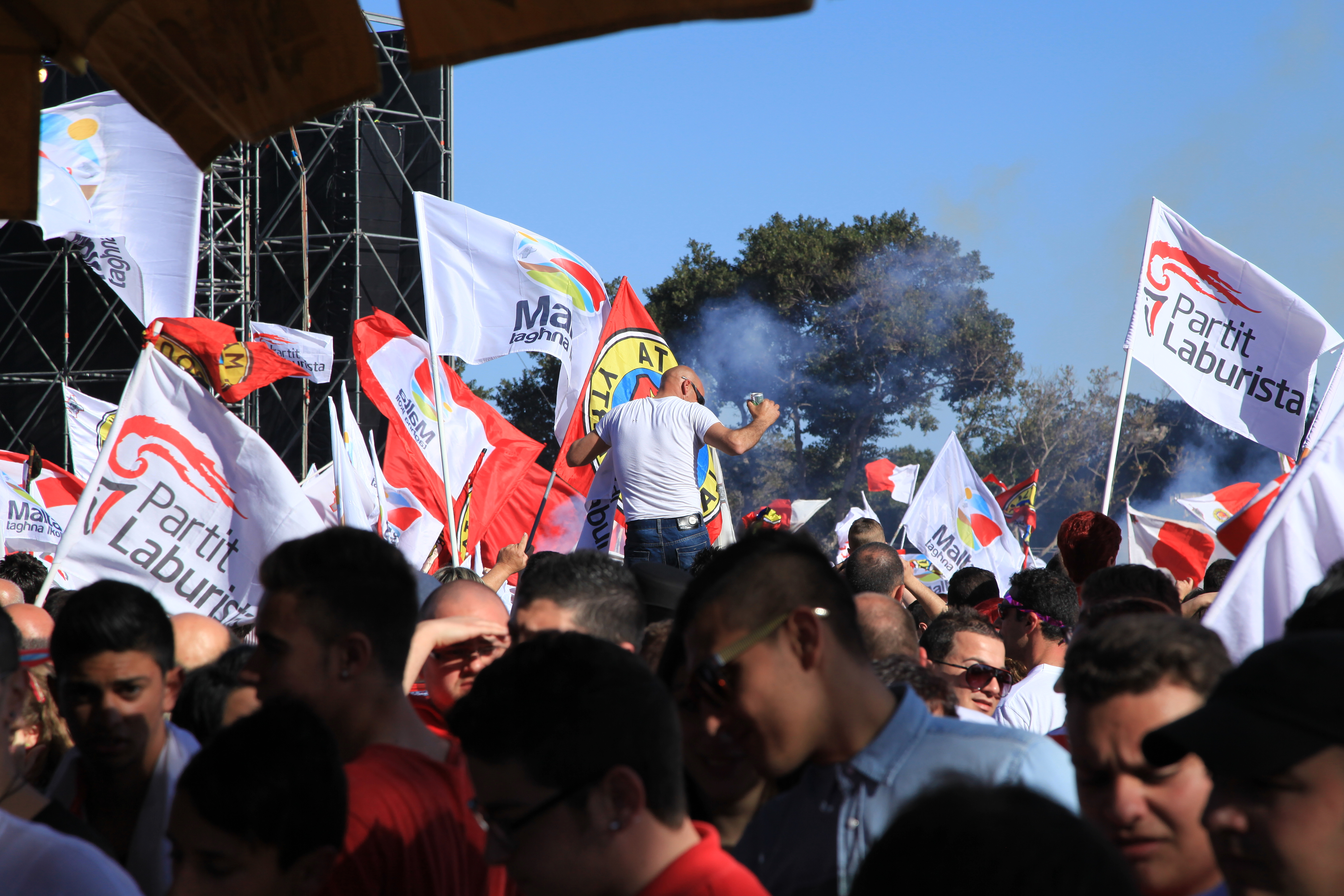
Fête pour la victoire des Travaillistes le 10 mars 2013 à Il-Furjana

Le 1er avril 2015, le Parlement maltais adoptait un projet de loi Gender Identity, Gender Expression and Sex Characteristics Act visant à protéger les droits des personnes trans, intersexes, et permet le droit à l'autodétermination de son identité. C'est la loi la plus progressiste au monde sur l'identité de genre, créant même officiellement un genre X. Sur simple déclaration devant notaire, chaque Maltais ou Maltaise pourra choisir son sexe, masculin, féminin ou X, sans même nécessiter une opération préalable de réassignation sexuelle, une évaluation psychologique ou une thérapie hormonale avant que les documents officiels, carte d’identité, passeport, etc. puissent refléter l’identité de genre d’une personne. Le changement de sexe est autorisé dans un couple sans obligation préalable de divorce. La loi a été adoptée à l'unanimité des députés présents de la majorité comme de l'opposition même si des fauteuils étaient libres du côté des nationalistes. La loi a été présentée à la signature de la présidente le 14 avril 2015. Malte a adopté l'union entre personnes du même sexe avec possibilité d'adoption. L'opposition nationaliste s'étant abstenue, son représentant, Simon Busuttil, a justifié le geste de ses troupes en précisant que si son parti n'était pas défavorable aux unions entre personnes du même sexe, il s'opposait à l'adoption d'enfants par ces couples. Malte qui n'autorise toujours pas l'avortement, punit l'IVG d'une peine de 18 mois à 3 ans, est le 22e État européen à reconnaître les unions entre personnes du même sexe, et le 10e à leur permettre d'adopter ensemble des enfants.

### Galerie de dirigeants politiques récents
Présidence

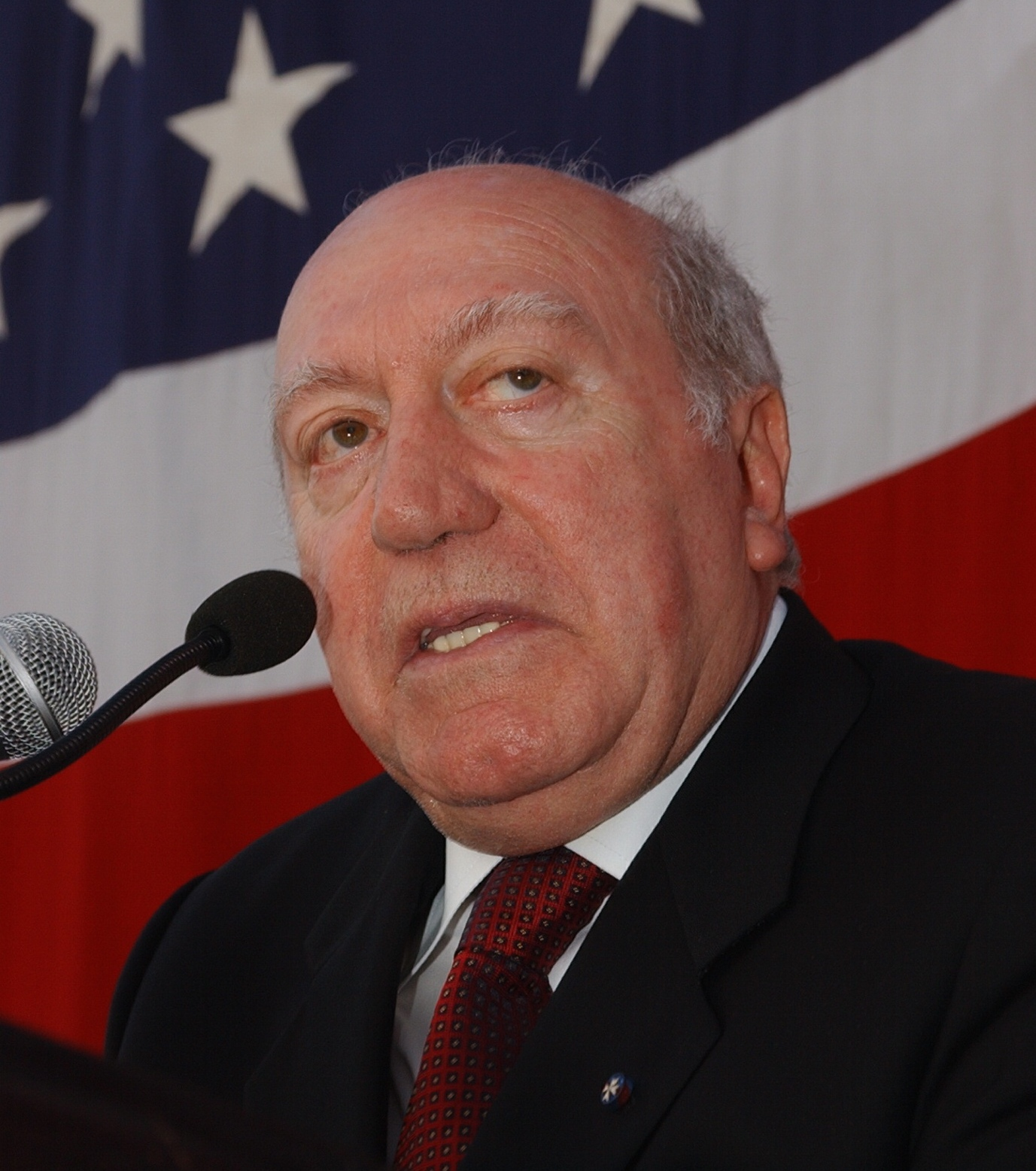
Guido de Marco 1999-2004
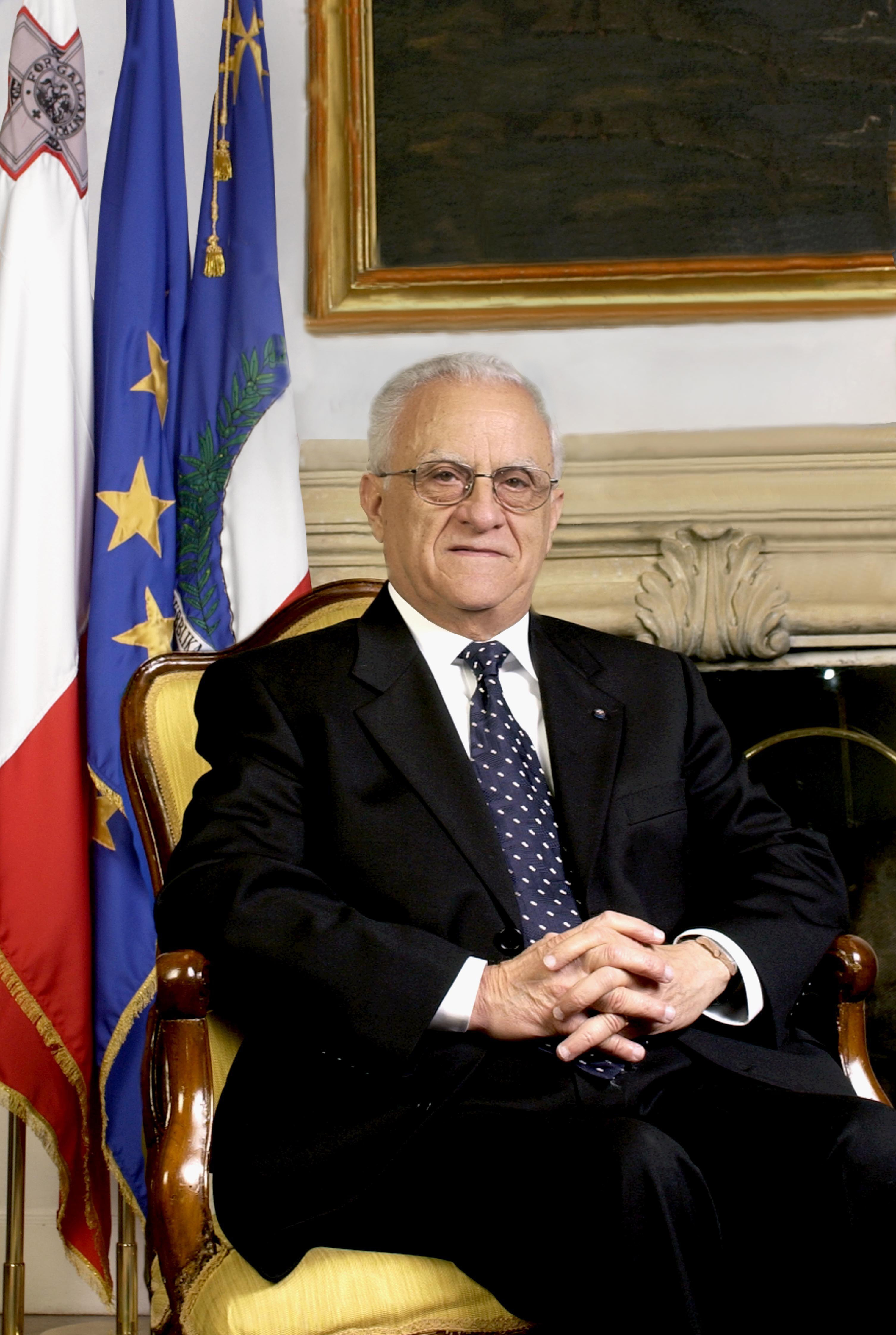
Edward Fenech Adami 2004-2009
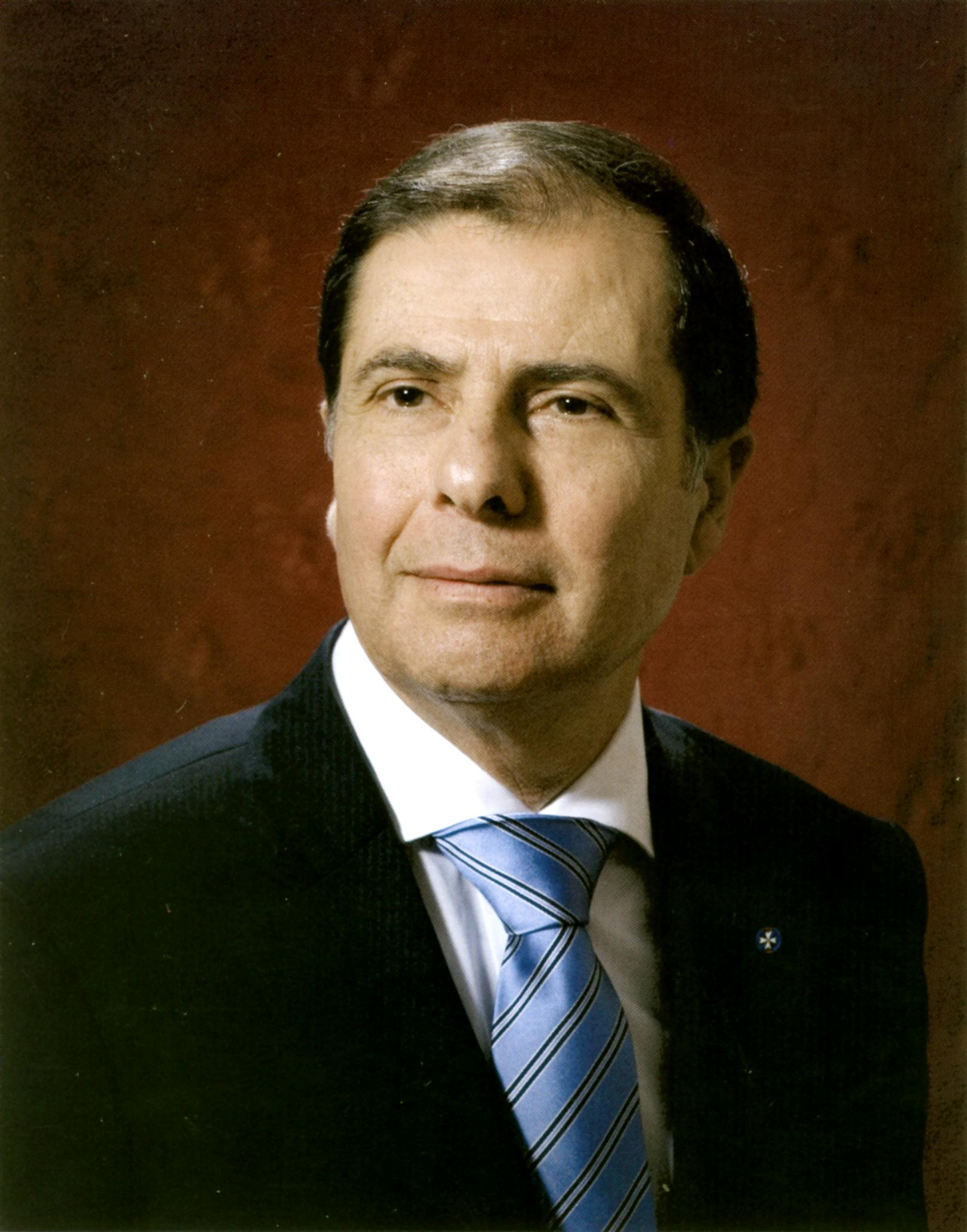
George Abela 2009-2014
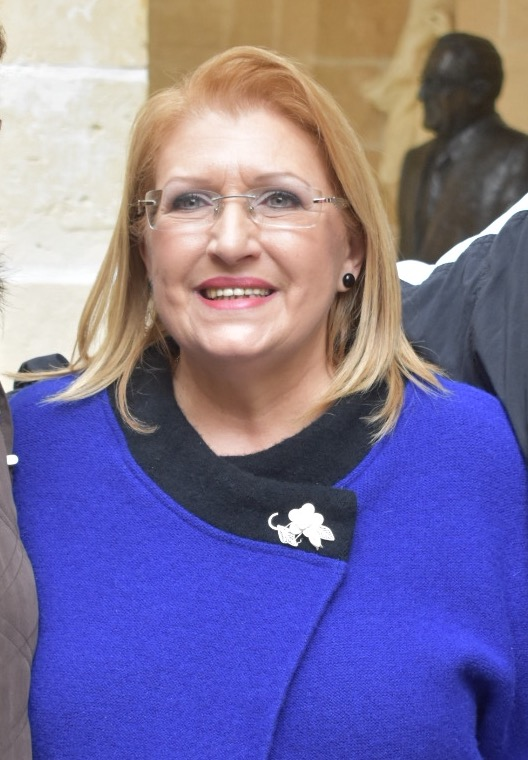
Marie-Louise Coleiro Preca 2014-2019
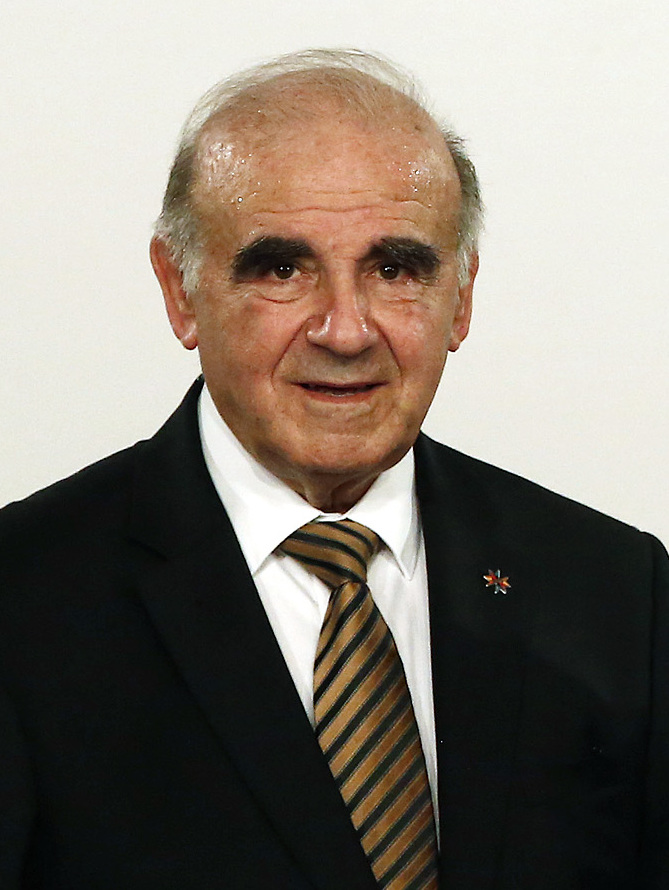
George Vella 2019-2024
Myriam Spiteri Debono 2024-présent

Chef(fe) de gouvernement

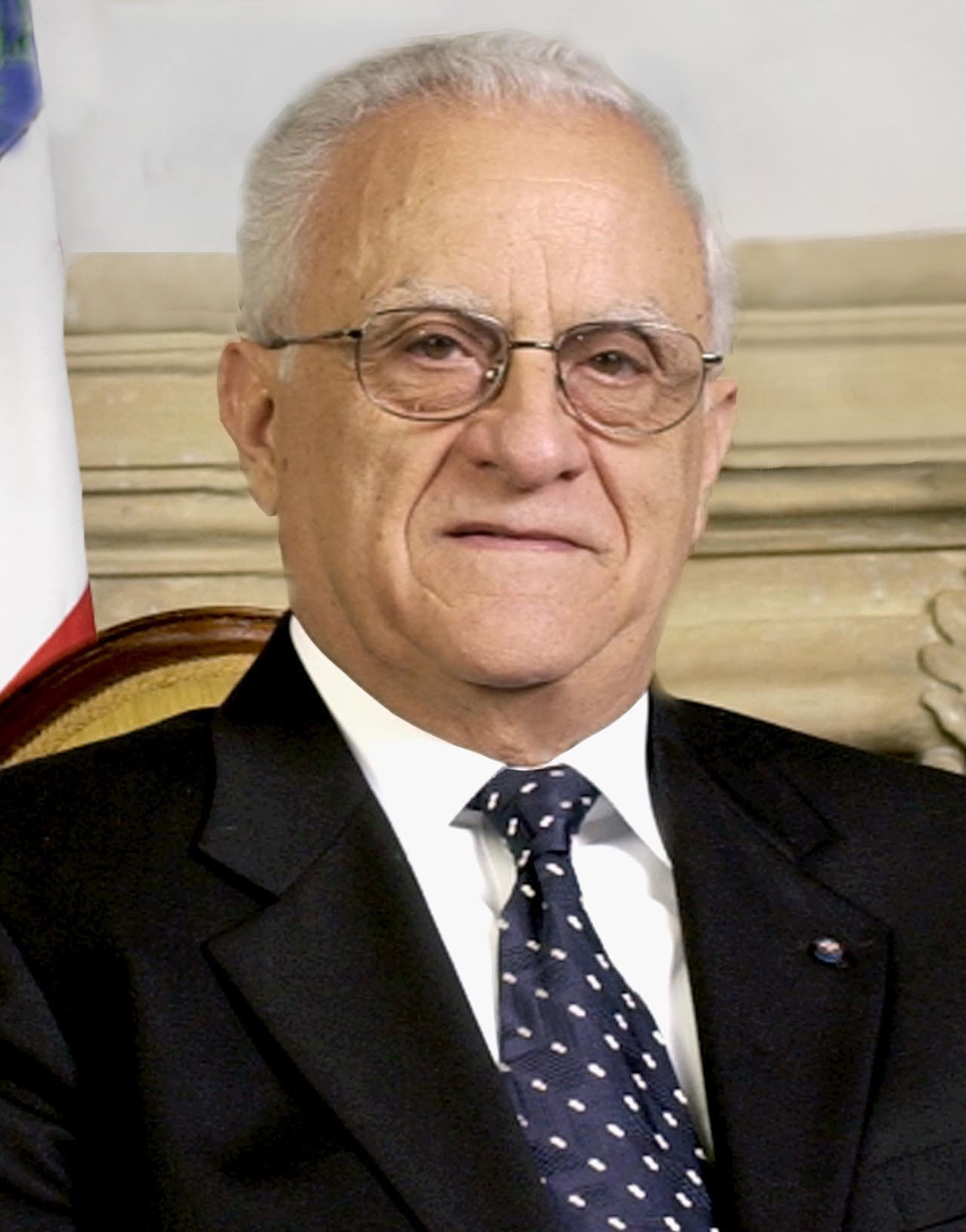
Edward Fenech Adami 1998-2003
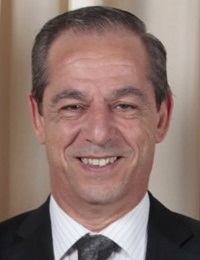
Lawrence Gonzi 2004-2013
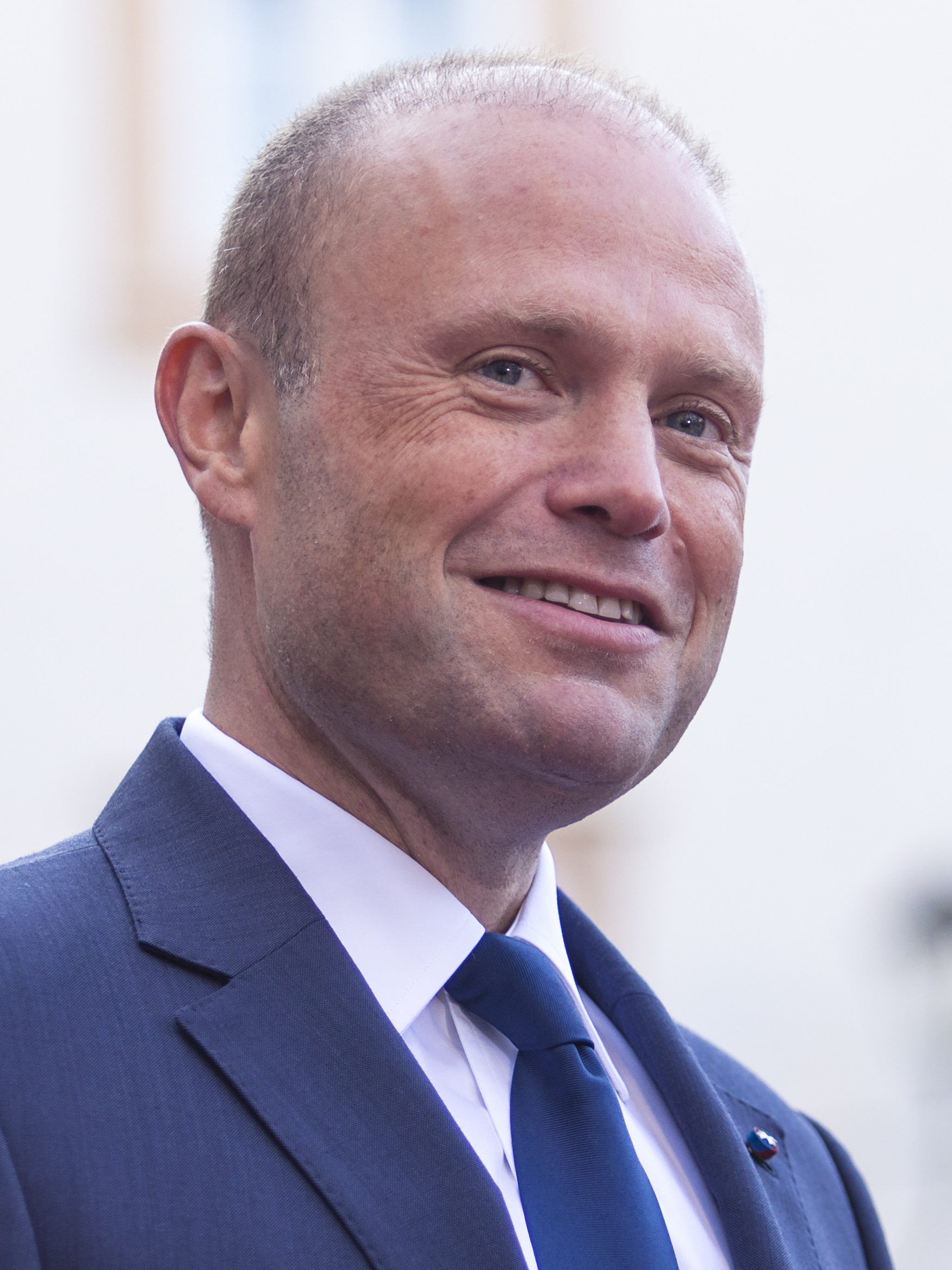
Joseph Muscat 2013-2020
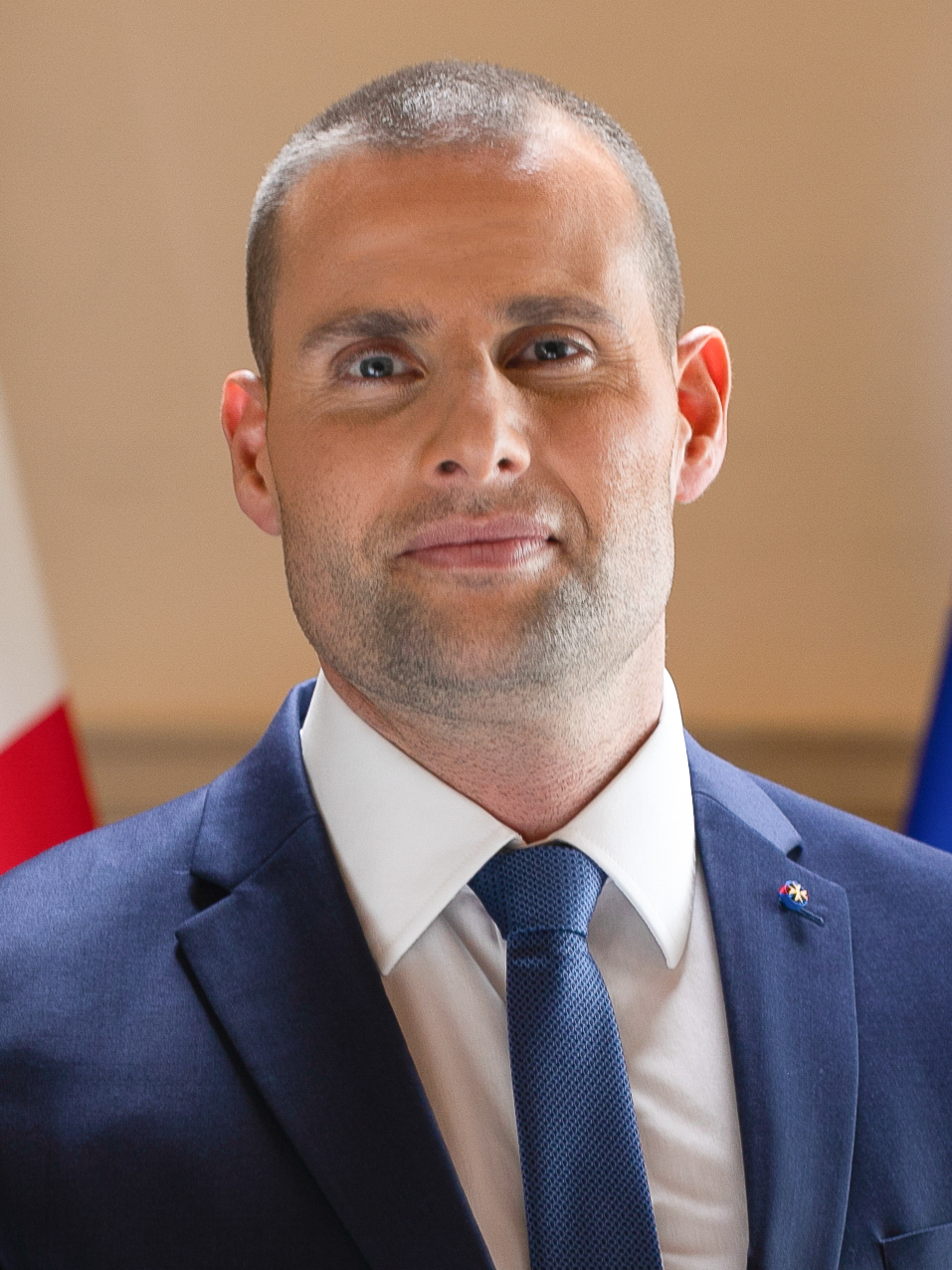
Robert Abela 2020-présent

### Ouvrages
- Alain Blondy, Malte, 7 000 ans d'histoire, Bouchène, Paris, 2011  (ISBN 978-2-35676-023-4).
- (en) Brian W. Blouet, The Story of Malta, Allied Publications, Malte, 2007  (ISBN 978-99909-3-081-8) (OCLC 68743961).
- (en) Charles J. Boffa, The Saga of the French Occupation: Malta 1798-1800, Progress Press Company, Malte, 1998  (ISBN 99909-3-052-X) (OCLC 41049810).
- (en) Anthony Bonanno, Malta, Phoenican, Punic, and Roman, Midsea Books, coll. Malta's Living Heritage, Malte, 2005  (ISBN 99932-7-035-0).
- (en) Joseph Bonnici, Michael Cassar, A Chronicle of Twentieh Century Malta, BDL, Malte, 2004  (ISBN 99909-72-27-3).
- (en) Carmel Cassar, A Concise History of Malta, Mireva Publications, Malte, 2002  (ISBN 1-8-70579-52-6).
- (en) Chatles Dalli, Malta, the Medieval Millennium, Midsea Books, coll. Malta's Living Heritage, Malte, 2006  (ISBN 99932-7-103-9).
- (en) Thomas Freller, Malta, the Order of St John, Midsea Books, coll. Malta's Living Heritage, Malte, 2010  (ISBN 978-99932-7-298-4).
- (en) Michael Galea, Malta, Diary of a War : 1940-1945, PEG, Malte, 1994  (ISBN 99909-0-029-9).
- Jacques Godechot, Histoire de Malte, coll. « Que sais-je ? », Presses universitaires de France, Paris (1970).
- Simon Mercieca, Les chevaliers de Saint-Jean à Malte, Casa Editrice Bonechi, Florence (2005), Miller Distributors Limited, Malta  (ISBN 88-476-1681-6).
- (en) Maurice H. Micallef, Malta During the British Era : 1800-1964, Allied Publications, Malte, 2010  (ISBN 978-99909-3-157-0) (OCLC 755700679).
- (en) Davis H. Trump, Malta, Prehistory and Temples, Midsea Books, coll. Malta's Living Heritage, Malte, 2008  (ISBN 99909-9-394-7).
- (en) Uwe Jens Rudolf et Warren G. Berg, Historical Dictionary of Malta, Scarecrow Press, Lanham Md, 2010, 338 p.  (ISBN 978-0-8108-5317-1).

### Documentaire
- Danielle Proskar, Piraterie et esclavage en Méditerranée : Périls en mer au XVIe siècle, 2023, 53min [lire en ligne]

#### Autres
- Fortifications à Malte
- Histoire de La Valette
- Histoire des Juifs à Malte
- Histoire de la lèpre à Malte
- Histoire de la religion à Malte (en)
  - Archidiocèse de Malte, diocèse de Gozo, liste des édifices religieux de Malte
- Franc-maçonnerie à Malte (en)
- Irrédentisme italien à Malte (en)
- Émigration maltaise (en) : Maltais-Australiens (en), Maltais-Canadiens (en), Maltais-Américains (en)...
- Immigration maltaise (en)